# National Hockey League 2024-2025
La stagione 2024-2025 è stata la 108ª edizione della National Hockey League (NHL). La regular season ha preso avvio il 4 ottobre 2024, con le due partite tra Buffalo Sabres e New Jersey Devils disputate a Praga (Repubblica Ceca), come parte delle NHL Global Series 2024. I playoff sono iniziati il 19 aprile 2025, concludendosi con l'ultima gara delle Stanley Cup Finals 2025 il 17 giugno 2025, che hanno visto la vittoria dei Florida Panthers, riconfermatisi campioni per la seconda stagione consecutiva.
La stagione 2024-2025 è stata la prima che ha visto tra le squadre partecipanti una nuova squadra, lo Utah Hockey Club, franchigia creata per sostituire quella degli Arizona Coyotes dopo la disattivazione di quest'ultima avvenuta nel giugno 2024.

## Squadre partecipanti
| Club                  | Stagione | Conference         | Division              | Impianto                 | Città               | Nazione     |
| --------------------- | -------- | ------------------ | --------------------- | ------------------------ | ------------------- | ----------- |
| Anaheim Ducks         | dettagli | Western Conference | Pacific Division      | Honda Center             | Anaheim (CA)        | Stati Uniti |
| Boston Bruins         | dettagli | Eastern Conference | Atlantic Division     | TD Garden                | Boston (MA)         | Stati Uniti |
| Buffalo Sabres        | dettagli | Eastern Conference | Atlantic Division     | KeyBank Arena            | Buffalo (NY)        | Stati Uniti |
| Calgary Flames        | dettagli | Western Conference | Pacific Division      | Scotiabank Saddledome    | Calgary (AB)        | Canada      |
| Carolina Hurricanes   | dettagli | Eastern Conference | Metropolitan Division | Lenovo Center            | Raleigh (NC)        | Stati Uniti |
| Chicago Blackhawks    | dettagli | Western Conference | Central Division      | United Center            | Chicago (IL)        | Stati Uniti |
| Colorado Avalanche    | dettagli | Western Conference | Central Division      | Ball Arena               | Denver (CO)         | Stati Uniti |
| Columbus Blue Jackets | dettagli | Eastern Conference | Metropolitan Division | Nationwide Arena         | Columbus (OH)       | Stati Uniti |
| Dallas Stars          | dettagli | Western Conference | Central Division      | American Airlines Center | Dallas (TX)         | Stati Uniti |
| Detroit Red Wings     | dettagli | Eastern Conference | Atlantic Division     | Little Caesars Arena     | Detroit (MI)        | Stati Uniti |
| Edmonton Oilers       | dettagli | Western Conference | Pacific Division      | Rogers Place             | Edmonton (AB)       | Canada      |
| Florida Panthers      | dettagli | Eastern Conference | Atlantic Division     | Amerant Bank Arena       | Sunrise (FL)        | Stati Uniti |
| Los Angeles Kings     | dettagli | Western Conference | Pacific Division      | Crypto.com Arena         | Los Angeles (CA)    | Stati Uniti |
| Minnesota Wild        | dettagli | Western Conference | Central Division      | Xcel Energy Center       | Saint Paul (MN)     | Stati Uniti |
| Montreal Canadiens    | dettagli | Eastern Conference | Atlantic Division     | Bell Centre              | Montreal (QB)       | Canada      |
| Nashville Predators   | dettagli | Western Conference | Central Division      | Bridgestone Arena        | Nashville (TN)      | Stati Uniti |
| New Jersey Devils     | dettagli | Eastern Conference | Metropolitan Division | Prudential Center        | Newark (NJ)         | Stati Uniti |
| New York Islanders    | dettagli | Eastern Conference | Metropolitan Division | UBS Arena                | Elmont (NY)         | Stati Uniti |
| New York Rangers      | dettagli | Eastern Conference | Metropolitan Division | Madison Square Garden    | New York (NY)       | Stati Uniti |
| Ottawa Senators       | dettagli | Eastern Conference | Atlantic Division     | Canadian Tire Centre     | Ottawa (ON)         | Canada      |
| Philadelphia Flyers   | dettagli | Eastern Conference | Metropolitan Division | Wells Fargo Center       | Philadelphia (PA)   | Stati Uniti |
| Pittsburgh Penguins   | dettagli | Eastern Conference | Metropolitan Division | PPG Paints Arena         | Pittsburgh (PA)     | Stati Uniti |
| San Jose Sharks       | dettagli | Western Conference | Pacific Division      | SAP Center               | San Jose (CA)       | Stati Uniti |
| Seattle Kraken        | dettagli | Western Conference | Pacific Division      | Climate Pledge Arena     | Seattle (WA)        | Stati Uniti |
| St. Louis Blues       | dettagli | Western Conference | Central Division      | Enterprise Center        | St. Louis (MO)      | Stati Uniti |
| Tampa Bay Lightning   | dettagli | Eastern Conference | Atlantic Division     | Amalie Arena             | Tampa (FL)          | Stati Uniti |
| Toronto Maple Leafs   | dettagli | Eastern Conference | Atlantic Division     | Scotiabank Arena         | Toronto (ON)        | Canada      |
| Utah Mammoth          | dettagli | Western Conference | Central Division      | Delta Center             | Salt Lake City (UT) | Stati Uniti |
| Vancouver Canucks     | dettagli | Western Conference | Pacific Division      | Rogers Arena             | Vancouver (BC)      | Canada      |
| Vegas Golden Knights  | dettagli | Western Conference | Pacific Division      | T-Mobile Arena           | Paradise (NV)       | Stati Uniti |
| Washington Capitals   | dettagli | Eastern Conference | Metropolitan Division | Capital One Arena        | Washington (DC)     | Stati Uniti |
| Winnipeg Jets         | dettagli | Western Conference | Central Division      | Canada Life Centre       | Winnipeg (MB)       | Canada      |

## Formato
Come da tradizione, la stagione della National Hockey League era divisa in preseason (settembre-primi di ottobre), regular season (primi di ottobre-metà aprile) e postseason (costituita dagli Stanley Cup playoff).
Ogni squadra ha disputato un totale di 82 gare nella regular season, che comprendeva 41 partite in casa e 41 partite in trasferta. Di queste 82 gare, 26 sono state disputate contro le rispettive avversarie di division (di cui 4 contro 5 squadre delle 7 avversarie divisionali e 3 gare contro le altre 2), 26 partite contro le 8 squadre dell'altra division della stessa conference di appartenenza (3 contro ognuna di queste avversarie) e le restanti 32 gare contro ogni altra squadra della conference opposta (una partita in casa ed una in trasferta per ognuna delle 16 avversarie).
Le diverse classifiche divisionali sono state stilate tenendo in considerazione i punti ottenuti da ogni squadra sulla base dei propri risultati, attribuendo 2 punti per una vittoria, 1 punto per una sconfitta subita nell'overtime o agli shootout e nessun punto in caso di sconfitta nei tempi regolamentari. Alla fine della regular season le 4 squadre in testa alle rispettive division sono state  proclamate division champion, mentre la squadra che ha ottenuto più punti tra tutte quelle partecipanti si è vista assegnare il President's Trophy.
I successivi Stanley Cup playoff sono stati disputati tra la metà di aprile e la metà di giugno con un torneo ad eliminazione diretta, in cui ogni sfida si è decisa in una serie al meglio delle 7 gare (in cui il vantaggio di giocare più gare, dato il numero dispari di ogni serie, è stato assegnato alla squadra miglior testa di serie tra le due). Ai playoff si sono qualificate 8 squadre della Eastern Conference e 8 squadre della Western Conference, ovvero le migliori tre classificate di ogni division insieme alle 2 ulteriori squadre che hanno ottenuto più punti. Le due squadre campioni della Eastern Conference e della Western Conference hanno quindi ottenuto l'accesso alle Stanley Cup Finals, il cui trofeo è stato assegnato alla squadra vincente della serie, che è stata proclamata campione.

## Regular season
La regular season della stagione 2024-2025 si è disputata tra il 4 ottobre 2024 e il 17 aprile 2025.

### Partite disputate all'estero
Il 4 e 5 ottobre 2024, i Buffalo Sabres e i New Jersey Devils hanno disputato le loro prime due partite di regular season a Praga, in Repubblica Ceca, presso la O2 Arena. Il 1° e il 2 novembre 2024 i Dallas Stars e i Florida Panthers hanno disputato due partite presso la Nokia Arena di Tampere, in Finlandia.

### Partiteoutdoor
La NHL ha comunicato che le seguenti partite si sarebbero disputate outdoor:
- Il Winter Classic 2025 si è disputato il 31 dicembre 2024 presso il Wrigley Field di Chicago (Illinois), vedendo confrontarsi i Chicago Blackhawks e i St. Louis Blues.[6]
- Le Stadium Series 2025 si sono tenute il 1° marzo 2025 presso l'Ohio Stadium di Columbus (Ohio), l'impianto presente nel campus universitario della Ohio State University, con protagonisti i Columbus Blue Jackets e i Detroit Red Wings.[6]

### 4 Nations Face-Off
In vista del ritorno dell'hockey su ghiaccio alle Olimpiadi invernali del 2026, la NHL ha deciso di sostituire il tradizionale All-Star Game con il 4 Nations Face-Off, un torneo ad eliminazione diretta a cui hanno partecipato quattro rappresentative nazionali (Canada, Finlandia, Stati Uniti e Svezia) con protagonisti giocatori delle squadre NHL. Il torneo si è disputato tra il 12 e il 20 febbraio 2025 presso il TD Garden di Boston (Massachusetts) e il Bell Centre di Montréal (Canada).

### Partite posticipate
- La prima gara casalinga dei Tampa Bay Lightning, programmata per il 12 ottobre 2024 contro i Carolina Hurricanes, è stata rinviata al 7 gennaio 2025 dopo che l'uragano Milton ha colpito la regione di Tampa (Florida) tre giorni prima della gara.[9]
- La gara casalinga dei Los Angeles Kings contro i Calgary Flames programmata per l'8 gennaio 2025 è stata rinviata al 17 aprile 2025 a causa degli incendi che hanno colpito la regione di Los Angeles.[10]

## Classifiche

### Eastern Conference

#### Atlantic Division
| Pos | Squadra                 | G  | V  | S  | SOT | VTR | VRO | GF  | GS  | DR  | Punti |
| --- | ----------------------- | -- | -- | -- | --- | --- | --- | --- | --- | --- | ----- |
| 1.  | Toronto Maple Leafs (y) | 82 | 52 | 26 | 4   | 41  | 51  | 268 | 231 | +37 | 108   |
| 2.  | Tampa Bay Lightning (x) | 82 | 47 | 27 | 8   | 41  | 45  | 294 | 219 | +75 | 102   |
| 3.  | Florida Panthers (x)    | 82 | 47 | 31 | 4   | 37  | 41  | 252 | 223 | +29 | 98    |
| 4.  | Ottawa Senators (x)     | 82 | 45 | 30 | 7   | 35  | 44  | 243 | 234 | +9  | 97    |
| 5.  | Montreal Canadiens (x)  | 82 | 40 | 31 | 11  | 30  | 38  | 245 | 265 | -20 | 91    |
| 6.  | Detroit Red Wings (e)   | 82 | 39 | 35 | 8   | 30  | 36  | 238 | 259 | -21 | 86    |
| 7.  | Buffalo Sabres (e)      | 82 | 36 | 39 | 7   | 29  | 32  | 269 | 289 | -20 | 79    |
| 8.  | Boston Bruins (e)       | 82 | 33 | 39 | 10  | 26  | 33  | 222 | 272 | -50 | 76    |

Fonte: NHL

Legenda
     (y) - Squadra vincitrice della division e qualificata ai playoff.
     (x) - Squadre qualificate ai playoff.
     (e) - Squadre eliminate dall'accesso ai playoff.
Note

2 punti per vittoria, 1 punto per sconfitta subita in overtime o agli shootout, 0 punti a sconfitta nei tempi regolamentari.
A parità di punteggio, per determinare le posizioni in classifica valgono i seguenti criteri in ordine:
1. minor numero di partite disputate (solo durante la regular season)
2. maggior numero di vittorie nei tempi regolamentari (regulation wins)
3. maggior numero di vittorie nei tempi regolamentari e negli overtime
4. maggior numero di vittorie complessive
5. maggior numero di punti ottenuti negli scontri diretti; in mancanza di un pari numero di scontri diretti con una o più squadre a pari punti, non va considerata la prima gara disputata dalla squadra che ha disputato più gare delle altre a pari punti.
6. miglior differenza reti
7. maggior numero di reti segnate

Una vittoria ottenuta agli shootout vale come 1 gol segnato a favore della squadra vincitrice ed 1 subito per la squadra sconfitta.

#### Metropolitan Division
| Pos | Squadra                   | G  | V  | S  | SOT | VTR | VRO | GF  | GS  | DR  | Punti |
| --- | ------------------------- | -- | -- | -- | --- | --- | --- | --- | --- | --- | ----- |
| 1.  | Washington Capitals (z)   | 82 | 51 | 22 | 9   | 43  | 49  | 288 | 232 | +56 | 111   |
| 2.  | Carolina Hurricanes (x)   | 82 | 47 | 30 | 5   | 42  | 47  | 266 | 233 | +33 | 99    |
| 3.  | New Jersey Devils (x)     | 82 | 42 | 33 | 7   | 36  | 40  | 242 | 222 | +20 | 91    |
| 4.  | Columbus Blue Jackets (e) | 82 | 40 | 33 | 9   | 30  | 34  | 273 | 268 | +5  | 89    |
| 5.  | New York Rangers (e)      | 82 | 39 | 36 | 7   | 35  | 38  | 256 | 255 | +1  | 85    |
| 6.  | New York Islanders (e)    | 82 | 35 | 35 | 12  | 28  | 33  | 224 | 260 | -36 | 82    |
| 7.  | Pittsburgh Penguins (e)   | 82 | 34 | 36 | 12  | 24  | 33  | 243 | 293 | -50 | 80    |
| 8.  | Philadelphia Flyers (e)   | 82 | 33 | 39 | 10  | 21  | 27  | 238 | 286 | -48 | 76    |

Fonte: NHL

Legenda
     (z) - Squadra vincitrice della division e qualificata ai playoff.
     (x) - Squadre qualificate ai playoff.
     (e) - Squadre eliminate dall'accesso ai playoff.
Note

2 punti per vittoria, 1 punto per sconfitta subita in overtime o agli shootout, 0 punti a sconfitta nei tempi regolamentari.
A parità di punteggio, per determinare le posizioni in classifica valgono i seguenti criteri in ordine:
1. minor numero di partite disputate (solo durante la regular season)
2. maggior numero di vittorie nei tempi regolamentari (regulation wins)
3. maggior numero di vittorie nei tempi regolamentari e negli overtime
4. maggior numero di vittorie complessive
5. maggior numero di punti ottenuti negli scontri diretti; in mancanza di un pari numero di scontri diretti con una o più squadre a pari punti, non va considerata la prima gara disputata dalla squadra che ha disputato più gare delle altre a pari punti.
6. miglior differenza reti
7. maggior numero di reti segnate

Una vittoria ottenuta agli shootout vale come 1 gol segnato a favore della squadra vincitrice ed 1 subito per la squadra sconfitta.

#### Wild Card
| Pos | Squadra                   | G  | V  | S  | SOT | VTR | VRO | GF  | GS  | DR  | Punti |
| --- | ------------------------- | -- | -- | -- | --- | --- | --- | --- | --- | --- | ----- |
| 1.  | Ottawa Senators (x)       | 82 | 45 | 30 | 7   | 35  | 44  | 243 | 234 | +9  | 97    |
| 2.  | Montreal Canadiens (x)    | 82 | 40 | 31 | 11  | 30  | 38  | 245 | 265 | -20 | 91    |
|     |                           |    |    |    |     |     |     |     |     |     |       |
| 3.  | Columbus Blue Jackets (e) | 82 | 40 | 33 | 9   | 30  | 34  | 273 | 268 | +5  | 89    |
| 4.  | Detroit Red Wings (e)     | 82 | 39 | 35 | 8   | 30  | 36  | 238 | 259 | -21 | 86    |
| 5.  | New York Rangers (e)      | 82 | 39 | 36 | 7   | 35  | 38  | 256 | 255 | +1  | 85    |
| 6.  | New York Islanders (e)    | 82 | 35 | 35 | 12  | 28  | 33  | 224 | 260 | -36 | 82    |
| 7.  | Pittsburgh Penguins (e)   | 82 | 34 | 36 | 12  | 24  | 33  | 243 | 293 | -50 | 80    |
| 8.  | Buffalo Sabres (e)        | 82 | 36 | 39 | 7   | 29  | 32  | 269 | 289 | -20 | 79    |
| 9.  | Boston Bruins (e)         | 82 | 33 | 39 | 10  | 26  | 33  | 222 | 272 | -50 | 76    |
| 10. | Philadelphia Flyers (e)   | 82 | 33 | 39 | 10  | 21  | 27  | 238 | 286 | -48 | 76    |

Fonte: NHL

Legenda
     (x) - Squadre qualificate ai playoff.
     (e) - Squadre eliminate dall'accesso ai playoff.
Note

2 punti per vittoria, 1 punto per sconfitta subita in overtime o agli shootout, 0 punti a sconfitta nei tempi regolamentari.
A parità di punteggio, per determinare le posizioni in classifica valgono i seguenti criteri in ordine:
1. minor numero di partite disputate (solo durante la regular season)
2. maggior numero di vittorie nei tempi regolamentari (regulation wins)
3. maggior numero di vittorie nei tempi regolamentari e negli overtime
4. maggior numero di vittorie complessive
5. maggior numero di punti ottenuti negli scontri diretti; in mancanza di un pari numero di scontri diretti con una o più squadre a pari punti, non va considerata la prima gara disputata dalla squadra che ha disputato più gare delle altre a pari punti.
6. miglior differenza reti
7. maggior numero di reti segnate

Una vittoria ottenuta agli shootout vale come 1 gol segnato a favore della squadra vincitrice ed 1 subito per la squadra sconfitta.

### Western Conference

#### Central Division
| Pos | Squadra                 | G  | V  | S  | SOT | VTR | VRO | GF  | GS  | DR  | Punti |
| --- | ----------------------- | -- | -- | -- | --- | --- | --- | --- | --- | --- | ----- |
| 1.  | Winnipeg Jets (p)       | 82 | 56 | 22 | 4   | 43  | 54  | 277 | 191 | +86 | 116   |
| 2.  | Dallas Stars (x)        | 82 | 50 | 26 | 6   | 41  | 48  | 277 | 224 | +53 | 106   |
| 3.  | Colorado Avalanche (x)  | 82 | 49 | 29 | 4   | 40  | 45  | 277 | 234 | +43 | 102   |
| 4.  | Minnesota Wild (x)      | 82 | 45 | 30 | 7   | 33  | 42  | 228 | 239 | -11 | 97    |
| 5.  | St. Louis Blues (x)     | 82 | 44 | 30 | 8   | 32  | 40  | 254 | 233 | +21 | 96    |
| 6.  | Utah Mammoth (e)        | 82 | 38 | 31 | 13  | 30  | 37  | 241 | 251 | -10 | 89    |
| 7.  | Nashville Predators (e) | 82 | 33 | 44 | 8   | 24  | 28  | 214 | 274 | -60 | 68    |
| 8.  | Chicago Blackhawks (e)  | 82 | 25 | 46 | 11  | 20  | 23  | 226 | 296 | -70 | 61    |

Fonte: NHL

Legenda
     (p) - Squadra vincitrice della division e qualificata ai playoff.
     (x) - Squadre qualificate ai playoff.
     (e) - Squadre eliminate dall'accesso ai playoff.
Note

2 punti per vittoria, 1 punto per sconfitta subita in overtime o agli shootout, 0 punti a sconfitta nei tempi regolamentari.
A parità di punteggio, per determinare le posizioni in classifica valgono i seguenti criteri in ordine:
1. minor numero di partite disputate (solo durante la regular season)
2. maggior numero di vittorie nei tempi regolamentari (regulation wins)
3. maggior numero di vittorie nei tempi regolamentari e negli overtime
4. maggior numero di vittorie complessive
5. maggior numero di punti ottenuti negli scontri diretti; in mancanza di un pari numero di scontri diretti con una o più squadre a pari punti, non va considerata la prima gara disputata dalla squadra che ha disputato più gare delle altre a pari punti.
6. miglior differenza reti
7. maggior numero di reti segnate

Una vittoria ottenuta agli shootout vale come 1 gol segnato a favore della squadra vincitrice ed 1 subito per la squadra sconfitta.

#### Pacific Division
| Pos | Squadra                  | G  | V  | S  | SOT | VTR | VRO | GF  | GS  | DR   | Punti |
| --- | ------------------------ | -- | -- | -- | --- | --- | --- | --- | --- | ---- | ----- |
| 1.  | Vegas Golden Knights (y) | 82 | 50 | 22 | 10  | 46  | 49  | 275 | 219 | +56  | 110   |
| 2.  | Los Angeles Kings (x)    | 82 | 48 | 25 | 9   | 43  | 47  | 250 | 206 | +44  | 105   |
| 3.  | Edmonton Oilers (x)      | 82 | 48 | 29 | 5   | 36  | 48  | 259 | 236 | +23  | 101   |
| 4.  | Calgary Flames (e)       | 82 | 41 | 27 | 14  | 31  | 36  | 225 | 238 | -13  | 96    |
| 5.  | Vancouver Canucks (e)    | 82 | 38 | 30 | 14  | 28  | 35  | 236 | 253 | -17  | 90    |
| 6.  | Anaheim Ducks (e)        | 82 | 35 | 37 | 10  | 24  | 31  | 221 | 263 | -42  | 80    |
| 7.  | Seattle Kraken (e)       | 82 | 35 | 41 | 6   | 28  | 33  | 247 | 265 | -18  | 76    |
| 8.  | San Jose Sharks (e)      | 82 | 20 | 50 | 12  | 14  | 18  | 210 | 315 | -105 | 52    |

Fonte: NHL

Legenda
     (y) - Squadra vincitrice della division e qualificata ai playoff.
     (x) - Squadre qualificate ai playoff.
     (e) - Squadre eliminate dall'accesso ai playoff.
Note

2 punti per vittoria, 1 punto per sconfitta subita in overtime o agli shootout, 0 punti a sconfitta nei tempi regolamentari.
A parità di punteggio, per determinare le posizioni in classifica valgono i seguenti criteri in ordine:
1. minor numero di partite disputate (solo durante la regular season)
2. maggior numero di vittorie nei tempi regolamentari (regulation wins)
3. maggior numero di vittorie nei tempi regolamentari e negli overtime
4. maggior numero di vittorie complessive
5. maggior numero di punti ottenuti negli scontri diretti; in mancanza di un pari numero di scontri diretti con una o più squadre a pari punti, non va considerata la prima gara disputata dalla squadra che ha disputato più gare delle altre a pari punti.
6. miglior differenza reti
7. maggior numero di reti segnate

Una vittoria ottenuta agli shootout vale come 1 gol segnato a favore della squadra vincitrice ed 1 subito per la squadra sconfitta.

#### Wild Card
| Pos | Squadra                 | G  | V  | S  | SOT | VTR | VRO | GF  | GS  | DR   | Punti |
| --- | ----------------------- | -- | -- | -- | --- | --- | --- | --- | --- | ---- | ----- |
| 1.  | Minnesota Wild (x)      | 82 | 45 | 30 | 7   | 33  | 42  | 228 | 239 | -11  | 97    |
| 2.  | St. Louis Blues (x)     | 82 | 44 | 30 | 8   | 32  | 40  | 254 | 233 | +21  | 96    |
|     |                         |    |    |    |     |     |     |     |     |      |       |
| 3.  | Calgary Flames (e)      | 82 | 41 | 27 | 14  | 31  | 36  | 225 | 238 | -13  | 96    |
| 4.  | Vancouver Canucks (e)   | 82 | 38 | 30 | 14  | 28  | 35  | 236 | 253 | -17  | 90    |
| 5.  | Utah Mammoth (e)        | 82 | 38 | 31 | 13  | 30  | 37  | 241 | 251 | -10  | 89    |
| 6.  | Anaheim Ducks (e)       | 82 | 35 | 37 | 10  | 24  | 31  | 221 | 263 | -42  | 80    |
| 7.  | Seattle Kraken (e)      | 82 | 35 | 41 | 6   | 28  | 33  | 247 | 265 | -18  | 76    |
| 8.  | Nashville Predators (e) | 82 | 33 | 44 | 8   | 24  | 28  | 214 | 274 | -60  | 68    |
| 9.  | Chicago Blackhawks (e)  | 82 | 25 | 46 | 11  | 20  | 23  | 226 | 296 | -70  | 61    |
| 10. | San Jose Sharks (e)     | 82 | 20 | 50 | 12  | 14  | 18  | 210 | 315 | -105 | 52    |

Fonte: NHL

Legenda
     (x) - Squadre qualificate ai playoff.
     (e) - Squadre eliminate dall'accesso ai playoff.
Note

2 punti per vittoria, 1 punto per sconfitta subita in overtime o agli shootout, 0 punti a sconfitta nei tempi regolamentari.
A parità di punteggio, per determinare le posizioni in classifica valgono i seguenti criteri in ordine:
1. minor numero di partite disputate (solo durante la regular season)
2. maggior numero di vittorie nei tempi regolamentari (regulation wins)
3. maggior numero di vittorie nei tempi regolamentari e negli overtime
4. maggior numero di vittorie complessive
5. maggior numero di punti ottenuti negli scontri diretti; in mancanza di un pari numero di scontri diretti con una o più squadre a pari punti, non va considerata la prima gara disputata dalla squadra che ha disputato più gare delle altre a pari punti.
6. miglior differenza reti
7. maggior numero di reti segnate

Una vittoria ottenuta agli shootout vale come 1 gol segnato a favore della squadra vincitrice ed 1 subito per la squadra sconfitta.

## Playoff

### Tabellone
|  | First Round | First Round          | First Round         |                     |                      | Second Round         | Second Round | Second Round |  |  | Conference Finals | Conference Finals | Conference Finals |  |  | Stanley Cup Finals | Stanley Cup Finals | Stanley Cup Finals |  |
|  |             |                      |                     |                     |                      |                      |              |              |  |  |                   |                   |                   |  |  |                    |                    |                    |  |
|  | A1          | Toronto Maple Leafs  | 4                   |                     |                      |                      |              |              |  |  |                   |                   |                   |  |  |                    |                    |                    |  |
|  | A1          | Toronto Maple Leafs  | 4                   |                     |                      |                      |              |              |  |  |                   |                   |                   |  |  |                    |                    |                    |  |
|  | WC          | Ottawa Senators      | 2                   |                     |                      |                      |              |              |  |  |                   |                   |                   |  |  |                    |                    |                    |  |
|  | WC          | Ottawa Senators      | 2                   |                     | Toronto Maple Leafs  | Toronto Maple Leafs  | 3            |              |  |  |                   |                   |                   |  |  |                    |                    |                    |  |
|  |             |                      |                     |                     | Toronto Maple Leafs  | Toronto Maple Leafs  | 3            |              |  |  |                   |                   |                   |  |  |                    |                    |                    |  |
|  |             |                      | Florida Panthers    | Florida Panthers    | 4                    |                      |              |              |  |  |                   |                   |                   |  |  |                    |                    |                    |  |
|  | A2          | Tampa Bay Lightning  | Florida Panthers    | Florida Panthers    | 4                    | 1                    |              |              |  |  |                   |                   |                   |  |  |                    |                    |                    |  |
|  | A2          | Tampa Bay Lightning  |                     |                     |                      |                      |              |              |  |  |                   |                   |                   |  |  |                    |                    |                    |  |
|  | A3          | Florida Panthers     | 4                   |                     |                      |                      |              |              |  |  |                   |                   |                   |  |  |                    |                    |                    |  |
|  | A3          | Florida Panthers     | 4                   |                     | Florida Panthers     | Florida Panthers     | 4            |              |  |  |                   |                   |                   |  |  |                    |                    |                    |  |
|  |             |                      |                     |                     |                      |                      |              |              |  |  |                   |                   |                   |  |  |                    |                    |                    |  |
|  |             |                      | Carolina Hurricanes | Carolina Hurricanes | 1                    |                      |              |              |  |  |                   |                   |                   |  |  |                    |                    |                    |  |
|  | M1          | Washington Capitals  | Carolina Hurricanes | Carolina Hurricanes | 1                    | 4                    |              |              |  |  |                   |                   |                   |  |  |                    |                    |                    |  |
|  | M1          | Washington Capitals  |                     |                     |                      |                      |              |              |  |  |                   |                   |                   |  |  |                    |                    |                    |  |
|  | WC          | Montreal Canadiens   | 1                   |                     |                      |                      |              |              |  |  |                   |                   |                   |  |  |                    |                    |                    |  |
|  | WC          | Montreal Canadiens   | 1                   |                     | Washington Capitals  | Washington Capitals  | 1            |              |  |  |                   |                   |                   |  |  |                    |                    |                    |  |
|  |             |                      |                     |                     | Washington Capitals  | Washington Capitals  | 1            |              |  |  |                   |                   |                   |  |  |                    |                    |                    |  |
|  |             |                      | Carolina Hurricanes | Carolina Hurricanes | 4                    |                      |              |              |  |  |                   |                   |                   |  |  |                    |                    |                    |  |
|  | M2          | Carolina Hurricanes  | Carolina Hurricanes | Carolina Hurricanes | 4                    | 4                    |              |              |  |  |                   |                   |                   |  |  |                    |                    |                    |  |
|  | M2          | Carolina Hurricanes  |                     |                     |                      |                      |              |              |  |  |                   |                   |                   |  |  |                    |                    |                    |  |
|  | M3          | New Jersey Devils    | 1                   |                     |                      |                      |              |              |  |  |                   |                   |                   |  |  |                    |                    |                    |  |
|  | M3          | New Jersey Devils    | 1                   |                     | Florida Panthers     | Florida Panthers     | 4            |              |  |  |                   |                   |                   |  |  |                    |                    |                    |  |
|  |             |                      |                     |                     |                      |                      |              |              |  |  |                   |                   |                   |  |  |                    |                    |                    |  |
|  |             |                      | Edmonton Oilers     | Edmonton Oilers     | 2                    |                      |              |              |  |  |                   |                   |                   |  |  |                    |                    |                    |  |
|  | C1          | Winnipeg Jets        | Edmonton Oilers     | Edmonton Oilers     | 2                    | 4                    |              |              |  |  |                   |                   |                   |  |  |                    |                    |                    |  |
|  | C1          | Winnipeg Jets        |                     |                     |                      |                      |              |              |  |  |                   |                   |                   |  |  |                    |                    |                    |  |
|  | WC          | St. Louis Blues      | 3                   |                     |                      |                      |              |              |  |  |                   |                   |                   |  |  |                    |                    |                    |  |
|  | WC          | St. Louis Blues      | 3                   |                     | Winnipeg Jets        | Winnipeg Jets        | 2            |              |  |  |                   |                   |                   |  |  |                    |                    |                    |  |
|  |             |                      |                     |                     | Winnipeg Jets        | Winnipeg Jets        | 2            |              |  |  |                   |                   |                   |  |  |                    |                    |                    |  |
|  |             |                      | Dallas Stars        | Dallas Stars        | 4                    |                      |              |              |  |  |                   |                   |                   |  |  |                    |                    |                    |  |
|  | C2          | Dallas Stars         | Dallas Stars        | Dallas Stars        | 4                    | 4                    |              |              |  |  |                   |                   |                   |  |  |                    |                    |                    |  |
|  | C2          | Dallas Stars         |                     |                     |                      |                      |              |              |  |  |                   |                   |                   |  |  |                    |                    |                    |  |
|  | C3          | Colorado Avalanche   | 3                   |                     |                      |                      |              |              |  |  |                   |                   |                   |  |  |                    |                    |                    |  |
|  | C3          | Colorado Avalanche   | 3                   |                     | Dallas Stars         | Dallas Stars         | 1            |              |  |  |                   |                   |                   |  |  |                    |                    |                    |  |
|  |             |                      |                     |                     |                      |                      |              |              |  |  |                   |                   |                   |  |  |                    |                    |                    |  |
|  |             |                      | Edmonton Oilers     | Edmonton Oilers     | 4                    |                      |              |              |  |  |                   |                   |                   |  |  |                    |                    |                    |  |
|  | P1          | Vegas Golden Knights | Edmonton Oilers     | Edmonton Oilers     | 4                    | 4                    |              |              |  |  |                   |                   |                   |  |  |                    |                    |                    |  |
|  | P1          | Vegas Golden Knights |                     |                     |                      |                      |              |              |  |  |                   |                   |                   |  |  |                    |                    |                    |  |
|  | WC          | Minnesota Wild       | 2                   |                     |                      |                      |              |              |  |  |                   |                   |                   |  |  |                    |                    |                    |  |
|  | WC          | Minnesota Wild       | 2                   |                     | Vegas Golden Knights | Vegas Golden Knights | 1            |              |  |  |                   |                   |                   |  |  |                    |                    |                    |  |
|  |             |                      |                     |                     | Vegas Golden Knights | Vegas Golden Knights | 1            |              |  |  |                   |                   |                   |  |  |                    |                    |                    |  |
|  |             |                      | Edmonton Oilers     | Edmonton Oilers     | 4                    |                      |              |              |  |  |                   |                   |                   |  |  |                    |                    |                    |  |
|  | P2          | Los Angeles Kings    | Edmonton Oilers     | Edmonton Oilers     | 4                    | 2                    |              |              |  |  |                   |                   |                   |  |  |                    |                    |                    |  |
|  | P2          | Los Angeles Kings    |                     |                     |                      |                      |              |              |  |  |                   |                   |                   |  |  |                    |                    |                    |  |
|  | P3          | Edmonton Oilers      | 4                   |                     |                      |                      |              |              |  |  |                   |                   |                   |  |  |                    |                    |                    |  |

- A1, A2, A3 – Prima, seconda e terza squadra classificata nella Atlantic Division.
- M1, M2, M3 – Prima, seconda e terza squadra classificata nella Metropolitan Division.
- C1, C2, C3 – Prima, seconda e terza squadra classificata nella Central Division.
- P1, P2, P3 – Prima, seconda e terza squadra classificata nella Pacific Division.
- WC – Squadre che hanno ottenuto la wild card.

### Risultati

#### First Round

##### Eastern Conference
| Squadra 1           | Totale | Squadra 2          | Gara 1   | Gara 2   | Gara 3    | Gara 4   | Gara 5    | Gara 6 | Gara 7 |
| ------------------- | ------ | ------------------ | -------- | -------- | --------- | -------- | --------- | ------ | ------ |
| Toronto Maple Leafs | 4–2    | Ottawa Senators    | 6–2      | 3–2 (OT) | 3–2 (OT)  | 3–4 (OT) | 0–4       | 4–2    |        |
| Tampa Bay Lightning | 1–4    | Florida Panthers   | 2–6      | 0–2      | 5–1       | 2–4      | 3–6       |        |        |
| Washington Capitals | 4–1    | Montreal Canadiens | 3–2 (OT) | 3–1      | 3–6       | 5–2      | 4–1       |        |        |
| Carolina Hurricanes | 4–1    | New Jersey Devils  | 4–1      | 3–1      | 2–3 (2OT) | 5–2      | 5–4 (2OT) |        |        |

##### Western Conference
| Squadra 1            | Totale | Squadra 2          | Gara 1 | Gara 2   | Gara 3   | Gara 4   | Gara 5   | Gara 6 | Gara 7    |
| -------------------- | ------ | ------------------ | ------ | -------- | -------- | -------- | -------- | ------ | --------- |
| Winnipeg Jets        | 4–3    | St. Louis Blues    | 5–3    | 2–1      | 2–7      | 1–5      | 5–3      | 2–5    | 4–3 (2OT) |
| Dallas Stars         | 4–3    | Colorado Avalanche | 1–5    | 4–3 (OT) | 2–1 (OT) | 0–4      | 6–2      | 4–7    | 4–2       |
| Vegas Golden Knights | 4–2    | Minnesota Wild     | 4–2    | 2–5      | 2–5      | 4–3 (OT) | 3–2 (OT) | 3–2    |           |
| Los Angeles Kings    | 2–4    | Edmonton Oilers    | 6–5    | 6–2      | 4–7      | 3–4 (OT) | 1–3      | 4–6    |           |

#### Second Round

##### Eastern Conference
| Squadra 1           | Totale | Squadra 2           | Gara 1   | Gara 2 | Gara 3   | Gara 4 | Gara 5 | Gara 6 | Gara 7 |
| ------------------- | ------ | ------------------- | -------- | ------ | -------- | ------ | ------ | ------ | ------ |
| Florida Panthers    | 4–3    | Toronto Maple Leafs | 4–5      | 3–4    | 5–4 (OT) | 2–0    | 6–1    | 0–2    | 6–1    |
| Carolina Hurricanes | 4–1    | Washington Capitals | 2–1 (OT) | 1–3    | 4–0      | 5–2    | 3–1    |        |        |

##### Western Conference
| Squadra 1       | Totale | Squadra 2            | Gara 1 | Gara 2   | Gara 3 | Gara 4 | Gara 5   | Gara 6   | Gara 7 |
| --------------- | ------ | -------------------- | ------ | -------- | ------ | ------ | -------- | -------- | ------ |
| Dallas Stars    | 4–2    | Winnipeg Jets        | 3–2    | 0–4      | 5–2    | 3–1    | 0–4      | 2–1 (OT) |        |
| Edmonton Oilers | 4–1    | Vegas Golden Knights | 4–2    | 5–4 (OT) | 3–4    | 3–0    | 1–0 (OT) |          |        |

#### Conference Finals

##### Eastern Conference
| Squadra 1           | Totale | Squadra 2        | Gara 1 | Gara 2 | Gara 3 | Gara 4 | Gara 5 | Gara 6 | Gara 7 |
| ------------------- | ------ | ---------------- | ------ | ------ | ------ | ------ | ------ | ------ | ------ |
| Carolina Hurricanes | 1–4    | Florida Panthers | 2–5    | 0–5    | 2–6    | 3–0    | 3–5    |        |        |

##### Western Conference
| Squadra 1    | Totale | Squadra 2       | Gara 1 | Gara 2 | Gara 3 | Gara 4 | Gara 5 | Gara 6 | Gara 7 |
| ------------ | ------ | --------------- | ------ | ------ | ------ | ------ | ------ | ------ | ------ |
| Dallas Stars | 1–4    | Edmonton Oilers | 6–3    | 0–3    | 1–6    | 1–4    | 3–6    |        |        |

#### Stanley Cup Finals
| Squadra 1       | Totale | Squadra 2        | Gara 1   | Gara 2    | Gara 3 | Gara 4   | Gara 5 | Gara 6 | Gara 7 |
| --------------- | ------ | ---------------- | -------- | --------- | ------ | -------- | ------ | ------ | ------ |
| Edmonton Oilers | 2–4    | Florida Panthers | 4–3 (OT) | 4–5 (2OT) | 1–6    | 5–4 (OT) | 2–5    | 1–5    |        |

## Statistiche
Fonte: NHL, Hockey Reference

### Statistiche individuali

#### Regular season

##### Skaters
I seguenti giocatori di movimento (skaters) hanno ottenuto più punti (gol+assist) durante la regular season.
| Pos | Giocatore        | Squadra              | GD | G  | A  | +/- | PIM | P   |
| --- | ---------------- | -------------------- | -- | -- | -- | --- | --- | --- |
| 1.  | Nikita Kucherov  | Tampa Bay Lightning  | 77 | 37 | 84 | +24 | 45  | 121 |
| 2.  | Nathan MacKinnon | Colorado Avalanche   | 79 | 32 | 84 | +25 | 41  | 116 |
| 3.  | Leon Draisaitl   | Edmonton Oilers      | 71 | 52 | 54 | +32 | 34  | 106 |
| 4.  | David Pastrňák   | Boston Bruins        | 82 | 43 | 63 | 0   | 42  | 106 |
| 5.  | Mitchell Marner  | Toronto Maple Leafs  | 80 | 27 | 73 | +17 | 14  | 100 |
| 6.  | Connor McDavid   | Edmonton Oilers      | 67 | 26 | 74 | +20 | 37  | 100 |
| 7.  | Kyle Connor      | Winnipeg Jets        | 81 | 41 | 55 | +16 | 25  | 96  |
| 8.  | Jack Eichel      | Vegas Golden Knights | 76 | 27 | 66 | +30 | 8   | 93  |
| 9.  | Cale Makar       | Colorado Avalanche   | 80 | 30 | 62 | +28 | 14  | 92  |
| 10. | Brandon Hagel    | Tampa Bay Lightning  | 81 | 35 | 55 | +34 | 58  | 90  |

##### Goaltenders
I seguenti portieri (goaltenders) hanno la miglior media gol incassati (GGA) con almeno 1800 minuti giocati durante la regular season.
| Pos | Giocatore           | Squadra                            | GD | TOI     | V  | S  | SO | GS  | SHO | SV%  | GAA  |
| --- | ------------------- | ---------------------------------- | -- | ------- | -- | -- | -- | --- | --- | ---- | ---- |
| 1.  | Connor Hellebuyck   | Winnipeg Jets                      | 63 | 3741:22 | 47 | 12 | 3  | 125 | 8   | .925 | 2.00 |
| 2.  | Darcy Kuemper       | Los Angeles Kings                  | 50 | 2973:39 | 31 | 11 | 7  | 100 | 5   | .922 | 2.02 |
| 3.  | Anthony Stolarz     | Toronto Maple Leafs                | 34 | 1986:54 | 21 | 8  | 3  | 71  | 4   | .926 | 2.14 |
| 4.  | Andrej Vasilevskij  | Tampa Bay Lightning                | 63 | 3743:05 | 38 | 20 | 5  | 136 | 6   | .921 | 2.18 |
| 5.  | Sergej Bobrovskij   | Florida Panthers                   | 54 | 3199:59 | 33 | 19 | 2  | 130 | 5   | .906 | 2.44 |
| 6.  | Adin Hill           | Vegas Golden Knights               | 50 | 2940:13 | 32 | 13 | 5  | 121 | 4   | .906 | 2.47 |
| 7.  | Logan Thompson      | Washington Capitals                | 43 | 2535:09 | 31 | 6  | 6  | 105 | 2   | .910 | 2.49 |
| 8.  | Jacob Markström     | New Jersey Devils                  | 49 | 2903:01 | 26 | 16 | 6  | 121 | 4   | .900 | 2.50 |
| 9.  | Mackenzie Blackwood | San Jose Sharks Colorado Avalanche | 56 | 3223:38 | 28 | 21 | 6  | 137 | 4   | .912 | 2.55 |
| 10. | Filip Gustavsson    | Minnesota Wild                     | 58 | 3423:35 | 31 | 19 | 6  | 146 | 5   | .914 | 2.56 |

## NHL Awards

### Premi settimanali
| Settimana        | First Star                               | Second Star                            | Third Star                               |
| ---------------- | ---------------------------------------- | -------------------------------------- | ---------------------------------------- |
| 13 ottobre 2024  | Dylan Guenther (Utah Hockey Club)        | Connor Hellebuyck (Winnipeg Jets)      | Jack Eichel (Vegas Golden Knights)       |
| 20 ottobre 2024  | Sam Reinhart (Florida Panthers)          | Artemij Panarin (New York Rangers)     | Filip Gustavsson (Minnesota Wild)        |
| 27 ottobre 2024  | Mark Stone (Vegas Golden Knights)        | Juuse Saros (Nashville Predators)      | Matt Duchene (Dallas Stars)              |
| 3 novembre 2024  | Aleksandr Ovečkin (Washington Capitals)  | Martin Nečas (Carolina Hurricanes)     | Sidney Crosby (Pittsburgh Penguins)      |
| 10 novembre 2024 | Connor Hellebuyck (Winnipeg Jets)        | Nathan MacKinnon (Colorado Avalanche)  | Ukko-Pekka Luukkonen (Buffalo Sabres)    |
| 17 novembre 2024 | Connor McDavid (Edmonton Oilers)         | Mason Marchment (Dallas Stars)         | Andrej Vasilevskij (Tampa Bay Lightning) |
| 24 novembre 2024 | Zach Werenski (Columbus Blue Jackets)    | Mikko Rantanen (Colorado Avalanche)    | Joseph Woll (Toronto Maple Leafs)        |
| 1 dicembre 2024  | Macklin Celebrini (San Jose Sharks)      | Quinn Hughes (Vancouver Canucks)       | Jakob Chychrun (Washington Capitals)     |
| 8 dicembre 2024  | Matthew Tkachuk (Florida Panthers)       | Brayden Point (Tampa Bay Lightning)    | Adin Hill (Vegas Golden Knights)         |
| 15 dicembre 2024 | Leon Draisaitl (Edmonton Oilers)         | Nathan MacKinnon (Colorado Avalanche)  | Linus Ullmark (Ottawa Senators)          |
| 22 dicembre 2024 | Cale Makar (Colorado Avalanche)          | William Nylander (Toronto Maple Leafs) | Patrik Laine (Montreal Canadiens)        |
| 29 dicembre 2024 | Mark Scheifele (Winnipeg Jets)           | Rasmus Dahlin (Buffalo Sabres)         | Zach Werenski (Columbus Blue Jackets)    |
| 5 gennaio 2025   | Marco Rossi (Minnesota Wild)             | Troy Terry (Anaheim Ducks)             | Darcy Kuemper (Los Angeles Kings)        |
| 12 gennaio 2025  | Connor Hellebuyck (Winnipeg Jets)        | Jordan Staal (Carolina Hurricanes)     | Patrick Kane (Detroit Red Wings)         |
| 19 gennaio 2025  | Logan Thompson (Washington Capitals)     | Filip Forsberg (Nashville Predators)   | David Pastrňák (Boston Bruins)           |
| 26 gennaio 2025  | David Pastrňák (Boston Bruins)           | Mason McTavish (Anaheim Ducks)         | Barrett Hayton (Utah Hockey Club)        |
| 2 febbraio 2025  | Il'ja Sorokin (New York Islanders)       | Tage Thompson (Buffalo Sabres)         | Jake Sanderson (Ottawa Senators)         |
| 9 febbraio 2025  | Brandon Hagel (Tampa Bay Lightning)      | Thatcher Demko (Vancouver Canucks)     | Matthew Tkachuk (Florida Panthers)       |
| 2 marzo 2025     | Andrej Vasilevskij (Tampa Bay Lightning) | Roope Hintz (Dallas Stars)             | Nick Suzuki (Montreal Canadiens)         |
| 9 marzo 2025     | Nathan MacKinnon (Colorado Avalanche)    | Steven Stamkos (Nashville Predators)   | Tom Wilson (Washington Capitals)         |
| 16 marzo 2025    | Darcy Kuemper (Los Angeles Kings)        | Jesper Bratt (New Jersey Devils)       | Brandon Montour (Seattle Kraken)         |
| 23 marzo 2025    | Filip Gustavsson (Minnesota Wild)        | Jack Eichel (Vegas Golden Knights)     | Dylan Holloway (St. Louis Blues)         |
| 30 marzo 2025    | Nikita Kucherov (Tampa Bay Lightning)    | Roope Hintz (Dallas Stars)             | Connor Hellebuyck (Winnipeg Jets)        |
| 6 aprile 2025    | Aleksandr Ovechkin (Washington Capitals) | Nick Suzuki (Montreal Canadiens)       | Robert Thomas (St. Louis Blues)          |
| 13 aprile 2025   | Jet Greaves (Columbus Blue Jackets)      | Connor McDavid (Edmonton Oilers)       | Connor Hellenbuyck (Winnipeg Jets)       |

### Premi mensili
| Mese          | First Star                            | Second Star                          | Third Star                            |
| ------------- | ------------------------------------- | ------------------------------------ | ------------------------------------- |
| ottobre 2024  | Cale Makar (Colorado Avalanche)       | Kyle Connor (Winnipeg Jets)          | Kirill Kaprizov (Minnesota Wild)      |
| novembre 2024 | Martin Nečas (Carolina Hurricanes)    | Mikko Rantanen (Colorado Avalanche)  | Connor Hellebuyck (Winnipeg Jets)     |
| dicembre 2024 | Nathan MacKinnon (Colorado Avalanche) | Leon Draisaitl (Edmonton Oilers)     | Jacob Markstrom (New Jersey Devils)   |
| gennaio 2025  | David Pastrňák (Boston Bruins)        | Logan Thompson (Washington Capitals) | Zach Werenski (Columbus Blue Jackets) |
| febbraio 2025 | Nathan MacKinnon (Colorado Avalanche) | Brandon Hagel (Tampa Bay Lightning)  | Leon Draisaitl (Edmonton Oilers)      |
| marzo 2025    | Jack Eichel (Vegas Golden Knights)    | John Tavares (Toronto Maple Leafs)   | Jordan Binnington (St. Louis Blues)   |

### Rookie of the Month
| Mese          | Giocatore                            |
| ------------- | ------------------------------------ |
| ottobre 2024  | Matvej Michkov (Philadelphia Flyers) |
| novembre 2024 | Macklin Celebrini (San Jose Sharks)  |
| dicembre 2024 | Lane Hutson (Montreal Canadiens)     |
| gennaio 2025  | Dustin Wolf (Calgary Flames)         |
| febbraio 2025 | Matvei Michkov (Philadelphia Flyers) |
| marzo 2025    | Lane Hutson (Montreal Canadiens)     |

### All-Star Teams
Alla fine della regular season, i membri della PHWA hanno votato i componenti del First All-Star Team e del Second All-Star Team, premiando i migliori giocatori per ruolo della regular season.

#### First All-Star Team
| R  | Giocatore         | Squadra               | Statistiche | Statistiche | Statistiche | Statistiche | Statistiche | Statistiche | Statistiche |
| R  | Giocatore         | Squadra               | GP          | W           | L           | OT          | GAA         | SV%         | SO          |
| -- | ----------------- | --------------------- | ----------- | ----------- | ----------- | ----------- | ----------- | ----------- | ----------- |
| G  | Connor Hellebuyck | Winnipeg Jets         | 63          | 47          | 12          | 3           | 2.00        | .925        | 8           |
|    | Giocatore         | Squadra               | GP          | Mins.       | Mins.       | Mins.       | G           | A           | Pts         |
| D  | Cale Makar        | Colorado Avalanche    | 80          | 25:43       | 25:43       | 25:43       | 30          | 62          | 92          |
| D  | Zach Werenski     | Columbus Blue Jackets | 81          | 26:45       | 26:45       | 26:45       | 23          | 59          | 82          |
| C  | Nathan MacKinnon  | Colorado Avalanche    | 79          | 22:47       | 22:47       | 22:47       | 32          | 84          | 116         |
| RW | Nikita Kucherov   | Tampa Bay Lightning   | 78          | 21:11       | 21:11       | 21:11       | 37          | 84          | 121         |
| LW | Kyle Connor       | Winnipeg Jets         | 82          | 20:24       | 20:24       | 20:24       | 41          | 56          | 97          |

#### Second All-Star Team
| R  | Giocatore          | Squadra             | Statistiche | Statistiche | Statistiche | Statistiche | Statistiche | Statistiche | Statistiche |
| R  | Giocatore          | Squadra             | GP          | W           | L           | OT          | GAA         | SV%         | SO          |
| -- | ------------------ | ------------------- | ----------- | ----------- | ----------- | ----------- | ----------- | ----------- | ----------- |
| G  | Andrei Vasilevskiy | Tampa Bay Lightning | 63          | 38          | 20          | 5           | 2.18        | .921        | 6           |
|    | Giocatore          | Squadra             | GP          | Mins.       | Mins.       | Mins.       | G           | A           | Pts         |
| D  | Victor Hedman      | Tampa Bay Lightning | 79          | 23:05       | 23:05       | 23:05       | 15          | 51          | 66          |
| D  | Quinn Hughes       | Vancouver Canucks   | 68          | 25:44       | 25:44       | 25:44       | 16          | 60          | 76          |
| C  | Leon Draisaitl     | Edmonton Oilers     | 71          | 21:31       | 21:31       | 21:31       | 52          | 54          | 106         |
| RW | David Pastrnak     | Boston Bruins       | 82          | 20:11       | 20:11       | 20:11       | 43          | 63          | 106         |
| LW | Brandon Hagel      | Tampa Bay Lightning | 82          | 20:45       | 20:45       | 20:45       | 35          | 55          | 90          |

### All-Rookie Team
Alla fine della regular season, i membri della PHWA hanno votato i componenti dell'All-Rookie Team, premiando i migliori rookie per ruolo della regular season in questa stagione.
| R | Giocatore         | Squadra               | Statistiche | Statistiche | Statistiche | Statistiche | Statistiche | Statistiche | Statistiche |
| R | Giocatore         | Squadra               | GP          | W           | L           | OT          | GAA         | SV%         | SO          |
| - | ----------------- | --------------------- | ----------- | ----------- | ----------- | ----------- | ----------- | ----------- | ----------- |
| G | Dustin Wolf       | Calgary Flames        | 53          | 29          | 16          | 8           | 2.64        | .910        | 3           |
|   | Giocatore         | Squadra               | GP          | Mins.       | Mins.       | Mins.       | G           | A           | Pts         |
| D | Lane Hutson       | Montreal Canadiens    | 82          | 22:44       | 22:44       | 22:44       | 6           | 60          | 66          |
| D | Denton Mateychuk  | Columbus Blue Jackets | 45          | 18:02       | 18:02       | 18:02       | 4           | 9           | 13          |
| F | Macklin Celebrini | San Jose Sharks       | 70          | 19:47       | 19:47       | 19:47       | 25          | 38          | 63          |
| F | Cutter Gauthier   | Anaheim Ducks         | 82          | 14:09       | 14:09       | 14:09       | 20          | 24          | 44          |
| F | Matvei Michkov    | Philadelphia Flyers   | 80          | 16:41       | 16:41       | 16:41       | 26          | 37          | 63          |

### Premi annuali
Subito dopo la fine della regular season si sono tenute le votazioni per assegnare i premi annuali. Alla fine della stagione vengono annunciati i premi basati sulle statistiche (come l'Art Ross Trophy, il Maurice "Rocket" Richard Trophy, il William M. Jennings Trophy e il Presidents' Trophy). La Stanley Cup e il Conn Smythe Trophy vengono invece consegnati alla fine delle Stanley Cup Finals.
Il Calder Memorial Trophy, l'Hart Memorial Trophy, Ted Lindsay Award, il James Norris Memorial Trophy e il Vezina Trophy vengono consegnati in un evento successivo ai playoff. Gli altri premi vengono annunciati durante i playoff.
Nella tabella sono indicati e premi assegnati e i vincitori, nonché l'ente che assegna il premio.
| Trofeo                                                                      | Organizzazione                     | Vincitore                               | Secondo/Finalista                                                          |
| --------------------------------------------------------------------------- | ---------------------------------- | --------------------------------------- | -------------------------------------------------------------------------- |
| Stanley Cup                                                                 | NHL                                | Florida Panthers                        | Edmonton Oilers                                                            |
| Presidents' Trophy (miglior record stagionale)                              | NHL                                | Winnipeg Jets                           | Washington Capitals                                                        |
| Prince of Wales Trophy (campione della Eastern Conference)                  | NHL                                | Florida Panthers                        | Carolina Hurricanes                                                        |
| Clarence S. Campbell Bowl (campione della Western Conference)               | NHL                                | Edmonton Oilers                         | Dallas Stars                                                               |
| Art Ross Trophy (giocatore con più punti)                                   | NHL                                | Nikita Kucherov (Tampa Bay Lightning)   | Nathan MacKinnon (Colorado Avalanche)                                      |
| Bill Masterton Memorial Trophy (perseveranza, sportività e dedizione)       | PHWA                               | Sean Monahan (Columbus Blue Jackets)    | Marc-André Fleury (Minnesota Wild) Gabriel Landeskog (Colorado Avalanche)  |
| Calder Memorial Trophy (miglior rookie)                                     | PHWA                               | Lane Hutson (Montreal Canadiens)        | Macklin Celebrini (San Jose Sharks) Dustin Wolf (Calgary Flames)           |
| Conn Smythe Trophy (MVP dei playoff)                                        | PHWA                               | Sam Bennett (Florida Panthers)          |                                                                            |
| Frank J. Selke Trophy (miglior attaccante in difesa)                        | PHWA                               | Aleksander Barkov (Florida Panthers)    | Anthony Circelli (Tampa Bay Lightning) Sam Reinhart (Florida Panthers)     |
| Hart Memorial Trophy (MVP della regular season)                             | PHWA                               | Connor Hellebuyck (Winnipeg Jets)       | Leon Draisaitl (Edmonton Oilers) Nikita Kucherov (Tampa Bay Lightning)     |
| Jack Adams Award (miglior head coach)                                       | NHLBA                              | Spencer Carbery (Washington Capitals)   | Scott Arniel (Winnipeg Jets) Martin St. Louis (Montreal Canadiens)         |
| James Norris Memorial Trophy (miglior difensore)                            | PHWA                               | Cale Makar (Colorado Avalanche)         | Quinn Hughes (Vancouver Canucks) Zach Werenski (Columbus Blue Jackets)     |
| King Clancy Memorial Trophy (leadership e beneficenza)                      | PHWA                               | Aleksander Barkov (Florida Panthers)    |                                                                            |
| Lady Byng Memorial Trophy (sportività ed eccellenza)                        | PHWA                               | Anže Kopitar (Los Angeles Kings)        | Jack Eichel (Vegas Golden Knights) Brayden Point (Tampa Bay Lightning)     |
| Ted Lindsay Award (miglior giocatore)                                       | NHLPA                              | Nikita Kucherov (Tampa Bay Lightning)   | Nathan MacKinnon (Colorado Avalanche) Cale Makar (Colorado Avalanche)      |
| Mark Messier Leadership Award (leadership e attività nella società)         | Mark Messier (Hockey Hall of Fame) | Aleksandr Ovečkin (Washington Capitals) |                                                                            |
| Maurice "Rocket" Richard Trophy (giocatore con più gol)                     | NHL                                | Leon Draisaitl (Edmonton Oilers)        | William Nylander (Toronto Maple Leafs)                                     |
| Jim Gregory General Manager of the Year Award (miglior general manager)     | NHL                                | Jim Nill (Dallas Stars)                 | Kevin Cheveldayoff (Winnipeg Jets) Bill Zito (Florida Panthers)            |
| Vezina Trophy (miglior portiere)                                            | general manager della NHL          | Connor Hellebuyck (Winnipeg Jets)       | Darcy Kuemper (Los Angeles Kings) Andrej Vasilevskij (Tampa Bay Lightning) |
| William M. Jennings Trophy (portiere della squadra che ha subito meno reti) | NHL                                | Connor Hellebuyck (Winnipeg Jets)       | Darcy Kuemper (Los Angeles Kings) David Rittich (Los Angeles Kings)        |

## Off-season

### La nuova franchigia di Utah e ladeactivationdegli Arizona Coyotes
Il 13 aprile 2024 la NHL rende pubblico il tentativo da parte degli Arizona Coyotes di trasferirsi a Salt Lake City, nello Utah, dopo aver constatato le difficoltà di ottenere i permessi per costruire un nuovo palazzetto, che nelle intenzioni della squadra avrebbe dovuto sostituire la Mullett Arena di Tempe (Arizona), capace di ospitare appena 4600 spettatori. Il trasferimento diventa effettivo il 18 aprile 2024, quando la NHL comunica ufficialmente la cessione della squadra da parte del proprietario dei Coyotes, Alex Meruelo, alla NHL, la quale avrebbe poi "girato" la franchigia a Ryan Smith (proprietario degli Utah Jazz, franchigia della NBA), accordo consentito dopo l'assenso ottenuto dal Board of Governors della NHL, che ha autorizzato il trasferimento in blocco degli asset dei Coyotes alla nuova squadra. Piuttosto di un trasferimento di una franchigia, gli Arizona Coyotes sono stati resi "inattivi" e la nuova squadra, che ha assunto temporaneamente il nome di Utah Hockey Club, ha assunto la veste di un vero e proprio expansion team (una situazione simile a quella verificatasi con i Cleveland Browns e i Baltimore Ravens nella NFL). Dopo l'effettiva cessione della franchigia, Alex Meruelo è comunque rimasto all'interno del Board of Governors in veste di "osservatore", con a sua disposizione un termine di 5 anni per poter costruire un nuovo palazzetto e per "riattivare" i Coyotes come nuovo expansion team. Il costo dell'operazione assunto da Ryan Smith per la nuova franchigia di Salt Lake City è di 1,2 miliardi di dollari, di cui 1 miliardo a favore di Alex Meruelo e 200 milioni di dollari agli altri proprietari NHL come costo per la relocation della nuova squadra. Nel giugno 2024 Meruelo non è riuscito ad ottenere il terreno necessario per costruire il nuovo palazzetto e ha deciso di rinunciare alla proprietà sui Coyotes restituendola alla stessa lega, la quale ha ricevuto tutti i diritti intellettuali sul marchio della franchigia. La NHL non ha poi successivamente comunicato le sue intenzioni in merito al destino dei Coyotes, ovvero se mantenere "inattivo" il marchio per poi affiancarlo ad una nuova squadra in Arizona o se trasferire in toto la proprietà intellettuale e il diritto sportivo alla nuova squadra dello Utah.
Il nome della nuova squadra è temporaneo, chiamandosi Utah Hockey Club fino alla successiva stagione 2025-2026, nella quale la nuova squadra ha acquisito la sua nuova denominazione, ovvero quella di Utah Mammoth.

### Cambiamenti regolamentari
Il 26 giugno 2024, la NHL ha comunicato ufficialmente i seguenti cambiamenti nel regolamento NHL a partire dalla presente stagione.
- I coach delle due squadre possono chiamare la video review (challenge) anche nel caso di chiamata arbitrale per delay of game quando il puck esce dalla barriera di plexiglass del rink. La video review in questo caso può solo determinare se il puck è stato deviato dal corpo di un giocatore, da un bastone, dal plexiglass o dalle balaustre, mentre non può determinare il modo in cui il puck lascia la metà campo difensiva. Se la chiamata arbitrale non viene ribaltata dopo la video review, la squadra il cui allenatore ha deciso di chiamarla subisce una double-minor penalty, ovvero la penalità per delay of game e la penalità per il challenge fallito.
- La squadra in difesa non può effettuare un cambio di linea dopo che il suo portiere ha accidentalmente spostato la porta dalla sua posizione originaria.
- Dopo la chiamata arbitrale di un icing, nel successivo face-off i due centri avversari possono essere avvertiti verbalmente di una face-off violation prima di poter essere allontanati dall'ingaggio e sostituiti da un altro giocatore (alla stessa maniera dei difensori).
- Nel caso in cui uno o più giocatori in panchina di una squadra si trovino a sedere sulla balaustra con i piedi e i pattini dal lato del rink, la stessa riceve prima un ammonimento verbale per poi subire una minor penalty per comportamento antisportivo a seguito di reiterate violazioni alla nuova regola.

### Entry Draft
L'Entry Draft NHL 2024 si è tenuto il 28 e 29 giugno 2024 presso la Sphere at the Venetian Resort di Paradise (Nevada).

### Salary cap
Per la stagione 2024-2025, il tetto massimo per il salary cap di ogni squadra ha raggiunto la cifra di 88 milioni di dollari, con un aumento di 4,5 milioni rispetto alla stagione precedente. Il tetto minimo del monte ingaggi per squadra è aumentato raggiungendo la cifra di 65 milioni di dollari.

## Cambi di allenatore
| Squadra               | 2023-24                                                                  | 2024-25                | Note |
| Off-season            | Off-season                                                               | Off-season             | Off-season |
| --------------------- | ------------------------------------------------------------------------ | ---------------------- | --- |
| Buffalo Sabres        | Don Granato                                                              | Lindy Ruff             | Il 16 aprile 2024, il giorno successivo alla conclusione della loro stagione, i Sabres annunciano il licenziamento del coach Don Granato. In sole 3 stagioni e mezzo con la squadra di Buffalo, Granato ha totalizzato un record di 122–125–27 e senza aver mai portato la sua squadra ai playoff. Per Ruff è un ritorno a Buffalo, dato che vi ha rivestito il ruolo di head coach dal 1997 al 2013, mentre più recentemente è stato head coach dei New Jersey Devils dal 2020 al 2024 per poi essere nominato nuovo allenatore dei Sabres il 22 aprile 2024. |
| Columbus Blue Jackets | Pascal Vincent                                                           | Dean Evason            | Il 17 giugno 2024, dopo due mesi dalla conclusione della precedente stagione, i Blue Jackets comunicano la rimozione dall'incarico di head coach della loro squadra di Pascal Vincent. Nella sua unica stagione come head coach della squadra di Columbus, Vincent ha totalizzato un record di 27–43–12 che ha comportato per la franchigia dell'Ohio l'ultima posizione nella Metropolitan Division. Dean Evason è stato nominato head coach della squadra il 22 luglio 2024, dopo la sua precedente esperienza con lo stesso incarico per i Minnesota Wild tra il 2020 e il 2024. |
| Los Angeles Kings     | Todd McLellan Jim Hiller (ad interim)                                    | Jim Hiller             | Il 2 febbraio 2024, mentre i Kings hanno un record di 23–15–10, Todd McLellan viene rimosso dalla carica di head coach dei Kings; nonostante una buona partenza di stagione, con un record di 20–7–4, la squadra crolla nelle successive 17 partite con un record di 3–8–6. In quattro stagioni e mezzo con la franchigia di Los Angeles, McLellan ha collezionato un record di 164–130–44 e riuscendo a portare la sua squadra ai playoff in due occasioni, senza però mai riuscire a superare il First round. Dopo l'addio di McLellan, a prendere le redini con un incarico ad interim viene chiamato uno dei suoi assistant head coach, Jim Hiller, il quale viene poi successivamente confermato nell'incarico il 22 maggio 2024. |
| New Jersey Devils     | Lindy Ruff Travis Green (ad interim)                                     | Sheldon Keefe          | Il 4 marzo 2024 i Devils annunciano il licenziamento di Lindy Ruff come loro head coach, in una stagione dove fino a quel momento la squadra aveva un record di 30–27–4. In quattro stagioni e mezzo con la franchigia del New Jersey, Ruff ha portato la sua squadra ad un record complessivo di 128–125–28 e con un'apparizione ai playoff. Lo stesso 4 marzo, la dirigenza dei Devils affida l'incarico ad interim di head coach della squadra all'associate coach Travis Green, che in precedenza era stato head coach dei Vancouver Canucks dal 2017 al 2021. Green conclude la stagione dei Devils con un record di 8–12–1, fallendo nel tentativo di raggiungere i playoff, per poi essere successivamente ingaggiato come head coach dagli Ottawa Senators. I Devils, il 23 maggio 2024, decidono quindi di assumere come head coach Sheldon Keefe, che in precedenza aveva rivestito la stessa carica per i Toronto Maple Leafs tra il 2019 e il 2024.                                                                              |
| Ottawa Senators       | D. J. Smith Jacques Martin (ad interim)                                  | Travis Green           | D. J. Smith viene licenziato dai Senators il 18 dicembre 2023, lasciando la squadra di Ottawa con un record di 11–15–0. In poco più di quattro stagioni con i Senators, Smith colleziona un record di 131–154–32 senza riuscire mai a portare la sua squadra ai playoff. Ad assumere la carica di head coach con incarico ad interim viene chiamato Jacques Martin, che fino a quel momento rivestiva l'incarico di senior advisor del coaching staff (dopo esserne stato head coach tra il 1996 e il 2004), tornando a rivestire l'incarico dopo la sua precedente esperienza sulla panca dei Montréal Canadiens tra il 2009 e il 2011. Martin guida i Senators ad un record di 26–26–4, senza riuscire a raggiungere i playoff. Dopo la conclusione della stagione, il 7 maggio 2024, i Senators annunciano ufficialmente di aver affidato l'incarico di head coach a Travis Green, proveniente dall'incarico ad interim con i New Jersey Devils e dalla sua precedente esperienza alla guida dei Vancouver Canucks tra il 2017 e il 2021. |
| San Jose Sharks       | David Quinn                                                              | Ryan Warsofsky         | Dopo una settimana dalla conclusione della stagione, gli Sharks annunciano la rimozione dall'incarico di head coach di David Quinn. In due stagioni con la squadra di San Jose, Quinn ha totalizzato un record complessivo di 41–98–25, senza alcuna apparizione ai playoff. Al suo posto, gli Sharks procedono alla promozione dell'assistant head coach Ryan Warsofsky il 13 giugno 2024. |
| Seattle Kraken        | Dave Hakstol                                                             | Dan Bylsma             | Dopo una settimana e mezzo dalla conclusione della loro stagione, il 29 aprile 2024 i Seattle Kraken annunciano la conclusione del loro rapporto con Dave Hakstol. Hakstol è stato il primo allenatore nella storia della franchigia, totalizzando un record complessivo di 107–112–27 in tre stagioni e portando la squadra di Seattle a raggiungere per la prima volta nella loro storia i playoff nel 2023. Al suo posto, i Kraken promuovono Dan Bylsma, ovvero l'head coach dei Coachella Valley Firebirds, la squadra di AHL affiliata alla franchigia di Seattle. Per Bylsma è un ritorno in NHL dopo essere stato head coach dei Pittsburgh Penguins (con cui ha vinto la Stanley Cup nel 2009) e dei Buffalo Sabres. |
| St. Louis Blues       | Craig Berube Drew Bannister (ad interim)                                 | Drew Bannister         | Craig Berube viene licenziato dai Blues il 12 dicembre 2023, lasciando la squadra con un record stagionale di 13–14–1. In quasi sei stagioni con la franchigia di St. Louis, Berube ha totalizzato un record complessivo di 206–132–44, portando la squadra ai playoff in ben 4 occasioni e vincendo la Stanley Cup nel 2019 (la prima nella storia della squadra). Al posto di Berube viene nominato Drew Bannister con un incarico ad interim, cioè l'head coach degli Springfield Thunderbirds, la squadra affiliata di AHL. Successivamente, il 7 maggio 2024, Bannister firma un contratto biennale con i Blues confermandosi nell'incarico di head coach. |
| Toronto Maple Leafs   | Sheldon Keefe                                                            | Craig Berube           | Il 9 maggio 2024, a seguito dell'eliminazione dei Maple Leafs dal First Round dei playoff 2024, Sheldon Keefe viene rimosso dall'incarico di head coach della squadra. In quattro stagioni e mezzo alla guida della squadra di Toronto, Keefe ha totalizzato un record di 212–97–40, portando a casa il titolo della North Division nel 2021 e raggiungendo i playoff in ogni stagione, ma non andando mai oltre il Second Round (raggiunto, del resto, soltanto in un'occasione). Al suo posto, il 17 maggio 2024, viene nominato come nuovo head coach Craig Berube, ex-head coach dei St. Louis Blues dal 2018 al 2023 nonché ex-giocatore di Toronto nella stagione 1991-1992. |
| Utah Mammoth          | Expansion Team (trasferimento degli hockey assets dagli Arizona Coyotes) | Andre Tourigny         | Insieme agli altri hockey assets degli Arizona Coyotes, la nuova franchigia dello Utah acquisisce il contratto dell'head coach Andre Tourigny, che in tal modo diventa il primo allenatore nella storia della squadra. |
| Winnipeg Jets         | Rick Bowness                                                             | Scott Arniel           | Il 6 maggio 2024 Rick Bowness annuncia ufficialmente la conclusione della sua quarantennale carriera. In due stagione a Winnipeg, Bowness ha totalizzato un record di 98–57–9, raggiungendo i playoff in entrambe le occasioni. Al suo posto, il 24 maggio 2024, viene nominato uno degli assistant coach di Bowness, Scott Arniel, che in precedenza aveva rivestito la carica di head coach dei Columbus Blue Jackets tra il 2010 e il 2012. |
| Durante la stagione   |                                                                          |                        | |
| Boston Bruins         | Jim Montgomery                                                           | Joe Sacco (ad interim) | Il 19 novembre 2024 i Bruins annunciano la rimozione dall'incarico di head coach di Jim Montgomery, dopo che la squadra ha iniziato la sua stagione con un record di 8–9–3. In poco più di due stagioni a Boston, Montgomery ha totalizzato un record complessivo di 120–41–23 con due presenze ai playoff e la vittoria del President's Trophy nel 2023 dopo una delle stagioni più vincenti dell'intera storia della NHL. Al suo posto, lo stesso 19 novembre 2024 viene promosso uno dei suoi assistenti, Joe Sacco, che era stato head coach dei Colorado Avalanche tra il 2009 e il 2013. |
| Chicago Blackhawks    | Luke Richardson                                                          | Anders Sörensen        | Il 5 dicembre 2024 i Chicago Blackhawks annunciano il licenziamento di Luke Richardson, che lascia la squadra con un record di 8–16–2. In poco più di due stagioni a Chicago, Richardson ha totalizzato un record complessivo di 57–118–15, non riuscendo mai a raggiungere i playoff. Lo stesso giorno lo svedese Anders Sörensen, head coach dei Rockford IceHogs (squadra affiliata dei Blackhawks in AHL), viene nominato head coach con incarico ad interim e diventando in tal modo il primo svedese a rivestire la carica nella storia della NHL. |
| Detroit Red Wings     | Derek Lalonde                                                            | Todd McLellan          | Il 26 dicembre 2024 i Detroit Red Wings annunciano il licenziamento di Derek Lalonde dalla carica di head coach della squadra, che in quel momento ha un record stagionale di 13–17–4. In appena poco più di due stagioni a Detroit, Lalonde ha totalizzato un record complessivo di 89–86–23, senza mai raggiungere i playoff. Lo stesso giorno, i Red Wings annunciano che la carica di head coach viene affidata a Todd McLellan, che viene dal suo ultimo incarico come head coach dei Los Angeles Kings dal 2019 al 2024 (e che in precedenza era stato assistant coach proprio a Detroit). |
| Philadelphia Flyers   | John Tortorella                                                          | Brad Shaw (ad interim) | Il 27 marzo 2025 i Philadelphia Flyers annunciano la rimozione dall'incarico di head coach di John Tortorella, che lascia la squadra con un record stagionale di 28–36–9 e che, nelle 12 partite prima del suo licenziamento, ha totalizzato 1 sola vittoria e ben 10 sconfitte (più un'altra all'overtime). In poco meno di tre stagioni a Philadelphia, Tortorella ha totalizzato un record di 97–107–33, senza mai far raggiungere alla squadra i playoff. Al posto di Tortorella lo stesso giorno viene promosso, con un incarico ad interim, l'assistant coach Brad Shaw. |
| St. Louis Blues       | Drew Bannister                                                           | Jim Montgomery         | Il 24 novembre 2024 i St. Louis Blues rimuovono dall'incarico di head coach Drew Bannister, che lascia la squadra con un record stagionale di 9–12–1. Nel suo breve periodo di carica, Bannister ha totalizzato un record totale di 39-31-6, mancando il raggiungimento dei playoff nell'unica stagione conclusa a St. Louis. Al suo posto i Blues scelgono di nominare come nuovo head coach Jim Montgomery, ex-head coach dei Boston Bruins da cui è stato licenziato appena cinque giorni prima. Per Montgomery è un ritorno a St. Louis, dato che è stato un ex-giocatore dei Blues nonché un loro assistant coach. |

## Cambi digeneral manager
| Squadra               | 2023-24                                                                  | 2024-25                               | Note |
| Off-season            | Off-season                                                               | Off-season                            | Off-season |
| --------------------- | ------------------------------------------------------------------------ | ------------------------------------- | --- |
| Carolina Hurricanes   | Don Waddell                                                              | Eric Tulsky                           | Dopo otto giorni dall'eliminazione dei Carolina Hurricanes dai playoff, Don Waddell annuncia le sue dimissioni dall'incarico di general manager della squadra. Waddell era entrato nella dirigenza degli Hurricanes nel 2014, per poi diventarne general manager dal 2018. Durante la sua carica, Waddell ha visto gli Hurricanes qualificarsi per 6 stagioni consecutive nei playoff, vincendo 3 titoli di division e raggiungendo le Eastern Conference Finals in due occasioni. Al posto di Waddell gli Hurricanes nominano, con incarico ad interim, l'assistant general manager Eric Tulsky, che poi viene confermato nella carica il 18 giugno 2024. |
| Columbus Blue Jackets | Jarmo Kekäläinen John Davidson (ad interim)                              | Don Waddell                           | Jarmo Kekäläinen viene licenziato dai Columbus Blue Jackets il 15 febbraio 2024, lasciando la squadra con un record stagionale di 16–26–10. Kekäläinen lascia la squadra dopo esserne stato general manager dal 2013, periodo in cui la squadra ha raggiunto i playoff in 5 occasioni (e vincendo per la prima volta nella storia della franchigia una serie di playoff nel 2019). Con incarico ad interim, i Blue Jackets affidano la carica di general manager al president of hockey operations, John Davidson. Il 28 maggio 2024, dopo appena quattro giorni dalla fine del suo incarico con i Carolina Hurricanes, Don Waddell diventa il nuovo general manager della squadra di Columbus, per la quale assume anche la carica di president of hockey operations e di alternate governor. |
| Edmonton Oilers       | Ken Holland                                                              | Jeff Jackson (ad interim) Stan Bowman | Il 27 giugno 2024, tre giorni dopo la sconfitta subita dagli Oilers nelle Stanley Cup Finals contro i Florida Panthers, la squadra e Ken Holland decidono di non rinnovare il contratto e quest'ultimo lascia la carica di general manager. Holland rivestiva la carica dal 2019 e durante la sua gestione gli Oilers hanno sempre raggiunto i playoff, arrivando alle Western Conference Finals in 2 occasioni e alle già menzionate Stanley Cup Finals. Con incarico ad interim, la carica di general manager viene affidata al CEO of hockey operations Jeff Jackson. Il 24 giugno 2024, gli Oilers annunciano di aver affidato definitivamente la carica a Stan Bowman, ex-general manager dei Chicago Blackhawks tra il 2009 e il 2021 e che appena tre settimane prima aveva visto concludersi la sua squalifica dopo lo scandalo sessuale che aveva colpito la franchigia di Chicago per fatti avvenuti durante la stagione 2009-2010 (in cui la squadra aveva vinto la Stanley Cup). |
| Utah Mammoth          | Expansion Team (trasferimento degli hockey assets dagli Arizona Coyotes) | Bill Armstrong                        | Insieme agli altri hockey assets degli Arizona Coyotes, la nuova franchigia dello Utah acquisisce il contratto del general manager Bill Armstrong, che in tal modo diventa il primo general manager nella storia della squadra. |
| Washington Capitals   | Brian MacLellan                                                          | Chris Patrick                         | Chris Patrick viene promosso general manager della squadra, incarico che viene tolto a Brian MacLellan, il quale però rimane nella dirigenza dei Washington Capitals con il ruolo di president of hockey operations. |
| Durante la stagione   |                                                                          |                                       | |
|                       |                                                                          |                                       | |

## Cambi diarena
- L'arena dei Carolina Hurricanes, la PNC Arena, è stata rinominata come Lenovo Center il 12 settembre 2024, nell'ambito di un contratto di sponsorizzazione con Lenovo.[115]
- La nuova franchigia dello Utah, il cui nome temporaneo è di Utah Hockey Club, disputa le proprie gare casalinghe presso il Delta Center di Salt Lake City (Utah), impianto dove giocano anche gli Utah Jazz (NBA). Sono programmati dei lavori di ammodernamento del palazzetto, simili a quelli effettuati nel caso della Climate Pledge Arena, quando i Seattle Kraken hanno cominciato a partecipare al campionato NHL.[116]

## Le uniformi
È la prima stagione NHL in cui Fanatics fornisce le divise ufficiali a tutte le squadre, dopo che l'azienda ha chiuso un accordo decennale con la lega. Fino alla stagione precedente, la NHL era legata alla Adidas con un contratto di 7 anni che è durato dalla stagione 2017-2018 fino alla stagione 2023-2024.

### Cambiamenti delle divise di singole squadre
- Gli Anaheim Ducks hanno reso pubblico il loro nuovo logo e le nuove divise di squadra, introducendo una versione modernizzata del logo originario della squadra utilizzato tra il 1993 e il 2006 (quando si chiamavano Mighty Ducks of Anaheim), ma ammodernato con i colori attuali (arancione, nero e oro). La prima divisa è principalmente di colore arancione, come anche i caschi e i pantaloni.[118]
- In occasione del centenario della loro prima partita ufficiale, il 1° dicembre 2024 i Boston Bruins hanno indossato una divisa celebrativa ispirata a quella adottata dalla squadra nel periodo 1974-2005 nella partita contro i Montréal Canadiens.[119]
- I Los Angeles Kings hanno adottato un nuovo logo che consiste in una modernizzazione di quello utilizzato tra il 1988 e il 1998 e ripristinando il simbolo della corona del loro logo originario risalente al 1967.[120] I Kings hanno anche adottato delle nuove divise, simili a quelle del periodo 1988-1998 e con caschi di colore nero opaco.[121]
- La nuova squadra del campionato NHL, lo Utah Hockey Club, ha reso noto il loro logo temporaneo, la loro nuova colorazione e le uniformi per la loro prima stagione. Il logo è un disco colorato di azzurro, nero e bianco con scritto "Utah" al centro e "Hockey Club" sul bordo del cerchio.[122] La divisa di casa è di colore nero con la scritta "Utah" in diagonale e con strisce blu e bianche, mentre la divisa per le trasferte è di colore bianco, con strisce bianche e blu.[123]
- I Washington Capitals hanno riutilizzato la loro uniforme Reverse Retro della stagione 2022-2023, caratterizzata dalla presenza della "Screaming Eagle", come uniforme alternate.[124][125]

### Divise per le partiteoutdoor
- In occasione del Winter Classic 2025, i Chicago Blackhawks e i St. Louis Blues hanno adottato delle divise celebrative. La divisa dei Blackhawks richiamava simboli della città di Chicago, ovvero la bandiera ufficiale della città e il Wrigley Field, mentre quella dei Blues rendeva omaggio alla tradizione hockeistica di St. Louis riutilizzando un prototipo ispirato alla Reverse Retro adottata nel 2022-2023 (poi successivamente scartata).[126]
- Per le Stadium Series 2025, anche i Columbus Blue Jackets e i Detroit Red Wings hanno adottato delle divise celebrative. Le divise dei Blue Jackets richiamavano i colori delle divise dell'esercito unionista e dello stato dell'Ohio, con disegnato un cannone da campagna, mentre quelle dei Red Wings rendevano omaggio all'industria automobilistica di Detroit, con la scritta "Detroit" e delle ali disegnate nei caschi.[127]

## Record personali

### Esordi
I seguenti giocatori hanno disputato la loro prima gara ufficiale in questa stagione.
| Giocatore         | Squadra         | Note                             |
| ----------------- | --------------- | -------------------------------- |
| Macklin Celebrini | San Jose Sharks | 1° scelta assoluta al Draft 2024 |

### Principali record personali raggiunti
- L'8 ottobre 2024 i Seattle Kraken nominano Jordan Eberle il loro nuovo capitano. È la prima stagione da quella 2010-2011 in cui ogni squadra NHL ha ufficialmente un capitano.[128] La situazione è venuta nuovamente meno il 6 dicembre 2024, quando il capitano ufficiale dei New York Rangers, Jacob Trouba, è stato ceduto agli Anaheim Ducks.[129]
- Il 9 ottobre 2024 il left wing dei Winnipeg Jets Kyle Connor ha segnato un gol nella gara inaugurale della stagione per la squadra canadese per il settimo anno consecutivo, stabilendo un nuovo record per gol segnati in esordi stagionali consecutivi.[130][131]
- Il 14 ottobre 2024 Jake Allen, portiere dei New Jersey Devils, ha messo a segno una vittoria dopo il 3-0 dei suoi Devils sullo Utah Hockey Club, diventando il primo portiere nella storia della NHL a vedersi attribuita una vittoria con 33 franchigie differenti.[132]
- Il 15 ottobre 2024 Filip Gustavsson, portiere dei Minnesota Wild, è diventato il 15° portiere nella storia della NHL ad aver segnato almeno un gol in una partita NHL.[133][134]
- Il 16 ottobre 2024 Sidney Crosby, centro dei Pittsburgh Penguins, ha raggiunto quota 1600 punti in carriera, diventando il 10° giocatore a raggiungere questo punteggio nella storia della NHL.[135]
- Il 16 ottobre 2024 Evgeni Malkin ha segnato il suo 500° gol in carriera, diventando il 48° giocatore nella storia della NHL a raggiungere questa quota.[136]
- Il 17 ottbre 2024 il difensore dei Nashville Predators Luke Schenn ha disputato la sua 1000ª partita in NHL, diventando il 399° giocatore nella storia della NHL a raggiungere questa quota.
- 19 ottobre 2024 Tyler Myers, difensore dei Vancouver Canucks, ha disputato la sua 1000ª partita in NHL, diventando il 400° giocatore a raggiungere questo numero di partite.[137]
- Il 24 ottobre 2024 il portiere dei Florida Panthers Sergei Bobrovsky ha messo a segno la sua 400ª vittoria, diventando il 14° portiere nella storia della NHL a raggiungere questa quota. Bobrovsky è diventato anche il portiere a raggiungere più velocemente 400 W in NHL, riuscendovi alla sua 707ª presenza nella lega.[138]
- Il 1° novembre 2024 l'attaccante dei Calgary Flames Mikael Backlund ha raggiunto 1000 presenze in NHL, diventando il 401° giocatore a riuscire a raggiungere questa quota.[139]
- Il 3 novembre 2024 l'attaccante dei Winnipeg Jets Mikael Ehlers ha totalizzato 474 punti in carriera, diventando il giocatore danese ad aver totalizzato più punti in carriera nella lega (sorpassando il connazionale Frans Nielsen).[140]
- Il 7 novembre 2024 i Winnipeg Jets hanno messo a segno la loro 13ª vittoria stagionale in 14 partite, diventando la seconda squadra nella storia della NHL a vincere 13 delle prime 14 gare in stagione (insieme agli Ottawa Senators della stagione 2007-2008).[141] Due giorni più tardi, il 9 novembre 2024, i Jets hanno vinto la loro 14ª partita in 15 gare, mettendo a segno un nuovo record nella storia NHL.[142]
- Il 13 novembre 2024 Oliver Ekman-Larsson, difensore dei Toronto Maple Leafs, ha disputato la sua 1000ª gara in NHL, diventando il 402° giocatore a raggiungere questa quota.[143]
- Il 14 novembre 2024 il portiere dei Tampa Bay Lightning Andrei Vasilevskiy ha messo a segno la sua 300ª vittoria in NHL, diventando anche il portiere a raggiungere più velocemente questa quota nella storia della NHL, alla sua 490ª presenza nella lega (superando il record precedente di Jacques Plante).[144]
- Il 14 novembre 2024 Connor McDavid, attaccante degli Edmonton Oilers, ha raggiunto quota 1000 punti in carriera, diventando il 99° giocatore a raggiungere questo numero nella storia della NHL. McDavid è diventato anche il giocatore ad aver raggiunto più velocemente questo livello, riuscendovi dopo 659 partite disputate nella lega.[145]
- Il 16 novembre 2024 il difensore dei Philadelphia Flyers Erik Johnson ha disputato la sua 1000ª gara in NHL, diventando il 403° giocatore a raggiungere questa quota.[146]
- Il 21 novembre 2024 Jacob Markstrom, portiere dei New Jersey Devils, ha raggiunto quota 500 presenze in NHL, diventando l'81° portiere nella storia della NHL a raggiungere questo numero.[147]
- Il 23 novembre 2024 Sidney Crosby (Pittsburgh Penguins) ha segnato il 600° gol in carriera, diventando il 21° giocatore a raggiungere questo record nella storia della NHL.[148]
- Il 29 novembre 2024 il portiere dei Detroit Red Wings Cam Talbot ha disputato la sua 500ª partita in carriera, diventando l'82° portiere a raggiungere queste presenze.[149]
- Il 1° dicembre 2024 il portiere dei Vancouver Canucks Kevin Lankinen ha messo a segno una vittoria nel successo della sua squadra contro i Detroit Red Wings (con il punteggio di 5-4 all'overtime) diventando il primo portiere nella storia della NHL a totalizzare 10 vittorie consecutive in trasferta da inizio stagione.[150]
- Il 12 dicembre 2024 il portiere Andrei Vasilevskiy (Tampa Bay Lightning) ha giocato la sua 500ª partita in NHL, diventando l'83° portiere a raggiungere questa quota nella storia della lega.[151]
- Il 17 dicembre 2024 Kevin He ha firmato un entry-level contract triennale con i Winnipeg Jets, diventando il primo giocatore cinese a legarsi con una squadra NHL.[152]
- Il 28 dicembre 2024 l'head coach dei Carolina Hurricanes, Rod Brind'Amour, ha ottenuto la sua 300ª vittoria in carriera da allenatore su 488 partite, diventando l'head coach che più velocemente ha raggiunto questo record nella storia della NHL (superando il precedente record di Bruce Boudreau).[153]
- Il 31 dicembre 2024 il difensore dei St. Louis Blues Cam Fowler ha disputato la sua 1000ª in NHL, diventando il 404° giocatore a raggiungere questa quota. Fowler è diventato anche il primo giocatore ad ottenere questo record in una partita outdoor, disputando il Winter Classic 2025.[154]
- Il 4 gennaio 2025 l'attaccante Trevor Lewis dei Los Angeles Kings ha giocato la sua 1000ª gara in NHL, diventando il 405° giocatore a raggiungere questo livello.[155]
- Il 7 gennaio 2025 il portiere dei Winnipeg Jets Connor Hellebuyck ha messo a segno la sua 300ª vittoria, diventando il 41° portiere a raggiungere questa quota.[156]
- Il 16 gennaio 2025 l'attaccante dei Washington Capitals Alexander Ovechkin ha segnato una rete contro il portiere degli Ottawa Senators Leevi Merilainen, mettendo a segno il record di maggior numero di portieri a cui un giocatore NHL ha messo a segno almeno una rete con 179 (superando il record precedente detenuto da Jaromir Jagr).[157]
- Il 17 gennaio 2025 Alex Nedeljkovic, portiere dei Pittsburgh Penguins, è diventato il 16° portiere nella storia della NHL ad aver segnato almeno una rete in una partita NHL. Nedeljkovic è diventato anche il primo portiere nella storia della NHL ad aver messo a segno un gol e un assist nella stessa gara (dopo essere stato anche il primo portiere a segnare almeno una marcatura sia in AHL che in ECHL).[133][134]
- Il 18 gennaio 2025 il difensore dei St. Louis Blues Jakub Dobes ha disputato la sua 500ª partita consecutiva in NHL, diventando il 26° giocatore a raggiungere questo record nella storia della NHL.[158]
- Il 20 gennaio 2025 il portiere dei Carolina Hurricanes Frederik Andersen ha disputato la sua 500 in NHL, diventando l'84° portiere a raggiungere questo record.[159]
- Il 23 gennaio 2025 Frederik Andersen (Carolina Hurricanes) ha messo a segno la sua 300ª vittoria in NHL, diventando il 42° portiere nella storia della lega a raggiungere questa quota.[160]
- Il 29 gennaio 2025 il difensore dei Florida Panthers Dmitry Kulikov ha disputato la sua 1000ª partita in NHL, diventando il 406° giocatore a raggiungere questo record nella storia della NHL.[161]
- Il 1° febbraio 2025 l'head coach dei Florida Panthers, Paul Maurice, ha ottenuto la sua 900ª vittoria nella sua carriera da allenatore, diventando il 4° head coach più vincente nella storia della lega.[162]
- Il 2 febbraio 2025 il portiere dei New York Rangers Jonathan Quick ha messo a segno la sua 400ª in carriera, diventando il 15° portiere a raggiungere questo record, nonché il primo portiere statunitense.[163]
- Il 4 febbraio 2025 il portiere degli Anaheim Ducks John Gibson ha disputato la sua 500ª partita in NHL, diventando l'85° portiere a raggiungere questa quota nella storia della lega.[164]
- L'8 febbraio 2025 il difensore dei St. Louis Blues Ryan Suter ha disputato la sua 1500ª gara in NHL, diventando il 22° giocatore a raggiungere questo record.[165]
- Il 22 febbraio 2025 Brent Burns, difensore dei Carolina Hurricanes, ha disputato la sua 900ª partita consecutiva in NHL, diventando il 6° giocatore a raggiungere questo record nella storia della lega.[166]
- Il 27 febbraio 2025 l'attaccante dei St. Louis Blues Brayden Schenn ha giocato la sua 1000ª gara in NHL, diventando il 407° giocatore a raggiungere questa quota nella storia della NHL. Inoltre Schenn ha raggiunto quota 1000 presenze in carriera nella stessa stagione di suo fratello Luke Schenn (che ci era riuscito 4 mesi prima), diventando la prima coppia di fratelli a raggiungere questo numero di presenze nella stessa stagione.[167]
- Il 1° marzo 2025 il portiere dei New York Islanders Ilya Sorokin è diventato il 17° portiere nella storia della lega a vedersi accreditata una marcatura in una partita di NHL.[134][168]
- Il 4 marzo 2025 Marc-Edouard Vlasic, difensore dei San Jose Sharks, ha raggiunto quota 2165 blocks in carriera, diventando il giocatore con più BS da quando la statistica ha cominciato ad essere registrata dalla NHL (superando il record precedente di Mark Giordano).[169]
- Il 9 marzo 2025 Alexander Ovechkin (Washington Capitals) ha raggiunto quota 1600 punti in carriera, diventando l'11° giocatore nella storia della NHL a raggiungere questo record.[170]
- Il 10 marzo 2025 l'attaccante dei Colorado Avalanche Nathan MacKinnon ha totalizzato 1000 punti in carriera, diventando il 100° giocatore a raggiungere questo record nella storia della lega.[171]
- Il 12 marzo 2025 Brandon Montour, difensore dei Seattle Kraken, ha segnato il gol decisivo per la sua squadra nella partita contro i Montréal Canadiens dopo appena 4 secondi dall'inizio dell'overtime, segnando in tal modo il gol più veloce all'overtime della storia della NHL (nonché pareggiando il record del gol più veloce segnato dall'inizio di una frazione di gioco).[172]
- Il 18 marzo 2025 Aliaksei Protas, attaccante dei Washington Capitals, ha raggiunto quota 60 punti in stagione, mettendo a segno il nuovo record di punti ottenuti in una stagione da un giocatore bielorusso nella storia della NHL (superando il record precedente detenuto da Yegor Sharangovich).[173]
- Il 22 marzo 2025 l'attaccante dei Vancouver Canucks Kiefer Sherwood ha totalizzato 384 hit in stagione, mettendo a segno il nuovo record stagionale di cariche effettuate da un giocatore nella storia della NHL (superando il record precedente detenuto da Jeremy Lauzon).[174]
- Il 25 marzo 2025 l'head coach dei Buffalo Sabres, Lindy Ruff, ha ottenuto la sua 600ª vittoria sulla panchina dei Sabres, diventando il 2° allenatore più vincente di una squadra NHL.[175]
- Il 27 marzo 2025 Sidney Crosby (Pittsburgh Penguins) ha raggiunto quota 80 punti in stagione, assicurandosi in tal modo la sua 20ª stagione con una media a partita con almeno 1 punto a referto e registrando un nuovo record per il numero di stagioni in cui un giocatore NHL ha mantenuto questa media (superando il precedente record di Wayne Gretzky).[176]
- Il 27 marzo 2025 Ryan McDonagh, difensore dei Tampa Bay Lightning, ha disputato la sua 1000ª gara in NHL, diventando il 408° giocatore a raggiungere questa quota.[177]
- Il 4 aprile 2025 Alex Ovechkin ha segnato il 894° gol in carriera, pareggiando il record di gol segnati detenuto da Wayne Gretzky.[178] Ovechkin ha inoltre segnato il suo 136° gol decisivo per far ottenere la vittoria della sua squadra, anch'esso un record tra i giocatori NHL (precedentemente detenuto da Jaromir Jagr).[179]
- Il 6 aprile 2025 Alexander Ovechkin (Washington Capitals) ha segnato il suo 895° gol in NHL, stabilendo il nuovo record come massimo cannoniere nella storia della NHL (superando il record precedentemente detenuto da Wayne Gretzky).[180]
- Il 17 aprile 2025 Lindy Ruff, coach dei Buffalo Sabres, ha raggiunto quota 900 vittorie in una panchina NHL, diventando il 5° coach nella storia della lega a raggiungere questo numero di successi.[181]
- Il 29 aprile 2025 il goalie dei Minnesota Wild, Marc-Andre Fleury, è sceso sul ghiaccio in Gara 5 del First Round dei playoff, registrando la sua 18ª apparizione ai playoff in carriera e battendo il precedente record detenuto da lui stesso, Martin Brodeur e Patrick Roy, diventando il tal modo il goalie con più apparizioni nella fase decisiva del campionato.[182]
- Il 29 maggio 2025, con la vittoria da parte degli Edmonton Oilers nelle Western Conference Finals, il coach Kris Knoublach è diventato il 6° allenatore nella storia della lega a riuscire a raggiungere le Stanley Cup Finals in ognuna delle sue prime stagioni come head coach di una squadra NHL.[183]

## Diritti televisivi

### Canada

#### Broadcastnazionale
La stagione 2024-2025 è la penultima del contratto di 12 anni tra NHL e Sportsnet per la trasmissione delle partite NHL. L'accordo include anche i diritti di sublicenza a favore di Sportsnet per Hockey Night in Canada il sabato in onda su CBC Television e per le trasmissioni in lingua francese su TVA Sports. Il 2 aprile 2025 Sportsnet ha firmato un nuovo contratto per i diritti televisivi con la NHL che prolunga il legame tra le due entità fino alla stagione 2037-2038.

##### Televisione
- Hockey Night in Canada trasmette in diretta partite NHL il sabato attraverso la CBC, Sportsnet One, Sportsnet 360 e Citytv. La decisione su quale dei quattro canali trasmetta la partita viene decisa di settimana in settimana, con la possibilità per alcune partite di essere trasmesse contemporaneamente su più canali.[186][187]
- Sportsnet trasmette ogni mercoledi Wednesday Night Hockey, il Winter Classic, le Stadium Series, il 4 Nations Face-Off e le gare dell'Hockey Day in Canada il 18 gennaio.[187]
- TVA Sports trasmette le partite in lingua francese il sabato nell'ambito del suo programma La super soirée LNH, nonché il Winter Classic, le Stadium Series e altre gare.[188]

##### Streaming
- La trasmissione in streaming delle partite NHL è consentita su Sportsnet+, con le gare più importanti di livello nazionale su pacchetto Standard, mentre le altre gare su quello Premium.[187][189]
- La stagione 2024-2025 è la prima di un contratto biennale di sublicenza che consente ad Amazon Prime Video di trasmettere il Monday Night Hockey, sostituendo il Rogers Monday Night Hockey su Sportsnet.[190] Amazon Prime Video trasmette anche NHL Coast to Coast, uno show settimanale riassuntivo il giovedì sera.[191]

#### Broadcastlocale
- Sportsnet West ha firmato un accordo di 11 anni che prolunga il precedente stretto con i Calgary Flames[192] e gli Edmonton Oilers[193] per trasmettere le loro partite fino alla stagione 2034-2035.
  - Dopo la scomparsa del commentatore televisivo di Sportsnet, l'ex-portiere NHL Greg Millen, il 7 aprile 2025 Sportsnet ha deciso di non andare in onda per trasmettere la partita dei Calgary Flames contro i San Jose Sharks, bensì di trasmettere il segnale in simulcast di NBC Sports California, canale televisivo che detiene i diritti sportivi locali per le gare casalinghe degli Sharks.[194]

#### Commentatori
- Prime Monday Night Hockey vede un nuovo parterre di commentatori guidato da John Forslund alla telecronaca, affiancato da Thomas Hickey, Shane Hnidy e Jody Shelley al commento.[190][195]
- I Calgary Flames hanno ingaggiato un nuovo telecronista per il local broadcast delle proprie partite dopo l'addio di Rick Ball, che è passato al ruolo di telecronista nel local broadcast delle partite dei Chicago Blackhawks, ovvero Jon Abbott (in precedenza telecronista di riserva per gli Ottawa Senators).[196][197]
- Per rimpiazzare Jon Abbott (passato alla trasmissione delle gare dei Calgary Flames), gli Ottawa Senators hanno ingaggiato come loro telecronista di riserva per il local broadcast Matt Cullen, con il ruolo di prendere il posto di Gord Miller quando quest'ultimo è impegnato con le trasmissioni del canale TSN. In precedenza, Matt Cullen era stato telecronista (tra le tante) delle gare degli Oakville Blades (OJHL), dei Mississauga Steelheads (OHL) e di diverse gare delle trasmissioni olimpiche della CBC Television.[198][199] Successivamente i Senators hanno aggiunto al loro team di telecronisti locali Kenzie Lalonde.[200]

### Broadcastnazionale
È il quarto anno di vigenza del contratto per la trasmissione dei diritti televisivi in diretta nazionale tra la lega e due canali televisivi ESPN e TNT.

#### Televisione
- ESPN ha selezionato alcune partite della regular season di martedì, oltre ad un trittico di gare nella giornata inaugurale della stagione dell'8 ottobre 2024. ESPN2 ha trasmesso una coppia di partite venerdì 27 dicembre 2024. Successivamente ESPN ha trasmesso una serie di partite disputate tra il giovedì e la domenica sera a partire dal 29 dicembre 2024 e fino al 17 aprile 2025. La programmazione della ABC prevede la trasmissione in diretta nazionale di una gara il sabato nel contenitore Hockey Saturday per 11 sabati tra il gennaio 2025 e l'aprile 2025, oltre ad una partita di domenica 5 gennaio 2025. A differenza delle stagioni precedenti, la ABC non ha trasmesso le Stadium Series 2025, passate invece ad ESPN.[202] Quest'ultimo canale, in occasione del possibile raggiungimento del record di gol segnati di Alexander Ovechkin (poi realizzatosi), ha concluso accordi temporanei per trasmettere le partite della squadra del giocatore, i Washington Capitals, tra marzo e aprile 2025 (alcune di queste gare non sono andate in onda con diritti di esclusiva, essendo contemporaneamente trasmesse dal local broadcast della squadra di Washington).[203]
- Per tutta la durata della regular season, TNT ha trasmesso partite di NHL ogni mercoledì sera e in alcune domeniche pomeriggio selezionate del periodo tra il 23 febbraio e il 13 aprile 2025. Il 29 novembre 2024 TNT si è inoltre aggiudicata la trasmissione in diretta nazionale del Thanksgiving Showdown e del Winter Classic 2025 il 31 dicembre 2024. Alcune delle partite trasmesse da TNT sono andate contemporaneamente in onda in simulcast su TruTV. Non tutte le gare trasmesse da TNT sono andate in onda in esclusiva e, dati i concomitanti diritti di trasmissione televisiva locale delle squadre, in alcune zone la trasmissione su TNT rimaneva criptata con il meccanismo del local blackout. In questa stagione, per il sistema di rotazione con ESPN, è il turno di TNT per trasmettere in diretta nazionale le Stanley Cup Finals.[204]

#### Streaming
- La trasmissione in streaming in esclusiva è stata riservata ad ESPN+ e Hulu per tutta la durata della stagione, per la maggior parte di martedì e giovedì. ESPN+ ha inoltre il diritto di trasmettere in streaming il segnale delle gare trasmesse su ABC, su alcune partite trasmesse su ESPN, oltre al pacchetto NHL Power Play on ESPN+. La trasmissione di alcune partite trasmesse da ESPN sono andate in onda anche sul servizio streaming di Disney+.[202][205]
- Tutte le partite trasmesse in diretta da TNT sono state trasmesse in streaming sulla piattaforma Max.[204]

#### Local broadcast
- I Chicago Blackhawks, in partnership con i Chicago Bulls (NBA), i Chicago White Sox (MLB) e Standard Media hanno inaugurato il loro nuovo network locale, Chicago Sports Network, andando a sostituire NBC Sports Chicago come unico detentore dei diritti televisivi locali.[206][207] CHSN ha cominciato le sue trasmissioni come servizio digital multicast che trasmesse in esclusiva le gare delle tre squadre professionistiche a livello locale, in collaborazione anche con WJYS per quanto riguarda la regione di Hammond (Indiana).[208]
- La Altitude Sports and Entertainment, detentore dei diritti televisivi locali per le partite dei Colorado Avalanche, ha raggiunto un accordo con Tegna Inc. per trasmettere in simulcast 20 gare della squadra del Colorado su KTVD, canale televisivo locale dell'affiliata MyNetworkTV, oltre ad alcune partite trasmesse dalla collegata KUSA (affiliata al network NBC).[209]
- Come parte dell'accordo quadro di trasferimento degli hockey assets dai "disattivati" Arizona Coyotes alla nuova franchigia dello Utah, lo Utah Hockey Club, quest'ultima franchigia ha ereditato il tuttora vigente contratto di local broadcasting stretto a suo tempo dai Coyotes con Scripps Sports. La nuova franchigia ha quindi deciso di nominare la KUPX di Salt Lake City (Utah) come nuova rete televisiva locale con il diritto di trasmettere le partite dello Utah Hockey Club (canale che già trasmetteva le partite dei Coyotes e dei Vegas Golden Knights nella regione).[210] In cambio, il vecchio territorio di competenza dei diritti televisivi in Arizona dei Coyotes sono andati ai Golden Knights, i quali hanno annunciato un accordo per il local broadcasting con la KASW di Phoenix e la KWBA di Tucson (con entrambi i canali che hanno ottenuto i diritti di trasmissione locale di un mix di gare dello Utah Hockey Club e della squadra di Las Vegas).[211][212][213][214]
- È stata la prima stagione in cui Gotham Sports App, detenuta da una joint venture tra MSG Networks e YES Network, è diventata la piattaforma streaming locale in esclusiva per le gare dei New York Rangers, New York Islanders, New Jersey Devils e Buffalo Sabres. L'esordio di Gotham Sports non ha modificato i termini degli accordi di local broadcast già intercorrenti tra le squadre i due network regionali.[215]

#### La bancarotta del Diamond Sports Group
Nel marzo 2023 è stato aperto il procedimento per bancarotta del Diamond Sports Group, società satellite del network televisivo locale Bally Sports.
Il 2 luglio 2024 i Florida Panthers e Bally Sports Florida hanno annuciato l'accordo per concludere il precedente contratto di local broadcasting. Successivamente i Panthers hanno firmato un accordo pluriennale con Scripps Sports per trasmettere le gare dei Panthers su tre canali televisivi locali, WSFL-TV (Miami e Fort Lauderdale), WHDT (West Palm Beach) e WFTX-DT3 (Fort Myers).
Il successivo 5 luglio, Bally Sports vede terminarsi il suo contratto con i Dallas Stars durante un'udienza fallimentare. Gli Stars quindi annunciano di aver creato una piattaforma digitale denominata Victory+ nell'ambito di una partnership con A Parent Media Company, con lo scopo di trasmettere gratuitamente a ilvello locale le gare degli Stars e di trasformarlo in un contenitore video parallelo della squadra. Nel marzo 2025 gli Stars hanno reso noto che 4 partite sarebbero state trasmesse su KDFW o KDFI, reti televisive locali di Dallas legate alla Fox.
Il 23 agosto 2024 Diamond Sports annuncia di aver stretto accordi pluriennali con 9 squadre NHL per mantenere i diritti televisivi locali a favore delle sue televisioni sparse sul territorio statunitense, impegnandosi a trasmettere le partite della stagione 2024-2025 con un costo ridotto del 20% rispetto a quello precedentemente pattuito. L'estensione del contratto agli anni successivi dipende da una successiva decisione del giudice fallimentare in merito al piano di rientro presentato dal Diamond Sports Group.
Nonostante l'annuncio, il 27 agosto 2024 gli Anaheim Ducks hanno comunicato di rescindere il loro contratto con Diamond Sports e di legarsi a Victory+, la piattaforma streaming di proprietà dei Dallas Stars. Le gare dei Ducks sono state trasmesse in simulcast anche sulle reti KTTV e KCOP-TV di Los Angeles.
Il 20 settembre 2024 i St. Louis Blues hanno ufficialmente annunciato che le loro cinque partite di preseason sarebbero state trasmesse anch'esse su Victory+, mantenendo invece in vigore l'accordo con Diamond Sports Group per quanto riguarda la regular season. Il successivo 7 gennaio 2025 i Blues hanno annunciato un accordo con Gray Media per la trasmissione in esclusiva di tre partite della regular season, trasmesse su Matrix Midwest, mentre la rete televisiva di Saint Louis KMOV ne avrebbe trasmesse in simulcast due di queste. Tutte e tre le gare sono state contemporaneamente trasmesse in streaming su Victory+.
Il 18 ottobre 2024 Diamond Sports Group ha annunciato un nuovo accordo di sponsorizzazione con FanDuel, nel quale Bally Sports è stato rinominato come FanDuel Sports Network a partire dal 21 ottobre. I diritti di denominazione sono pagati annualmente e prevedono anche la trasmissione di spot pubblicitari in favore di FanDuel, nonché il diritto da parte di quest'ultima di acquisire il 5% del network televisivo nel caso decida di uscire dalla procedura fallimentare.
Oltre alla trasmissione delle loro partite a livello locale s FanDuel Sports Network, i Columbus Blue Jackets, Carolina Hurricanes, Nashville Predators e Detroit Red Wings hanno annunciato di cedere in simulcast i diritti televisivi locali di alcune loro partite: i Blue Jackets hanno concluso un accordo con il Sinclair Broadcast Group e con Gray Television per cinque partite; gli Hurricanes hanno concesso i local broadcast rights di due partite di novembre 2024 alla Capitol Broadcasting Company e a Gray Television; i Predators si sono accordati per la trasmissione locale di tre gare con WTVF (di proprietà della E. W. Scripps Company); i Red Wings hanno concluso l'accordo di simulcast con WJBK, che ha trasmesso cinque partite in simulcast (di proprietà della Fox).
Il 2 gennaio 2025 il Diamond Sports Group è uscito dalla procedura fallimentare e ha deciso di rinominarsi come Main Street Sports Group.

#### Commentatori
- I Boston Bruins hanno assunto Judd Sirott come loro nuovo telecronista per le trasmissioni in local broadcasting ufficiale, dopo il ritiro di Jack Edwards.[236][237] Sirott era in precedenza il telecronista radiofonico ufficiale dei Bruins, posto nel quale la squadra di Boston ha ingaggiato Ryan Johnston.[238]
- I Chicago Blackhawks hanno ingaggiato come loro telecronista ufficiale Rick Ball, con lo scopo di rimpiazzare Chris Vosters. Ball era precedentemente legato ai Calgary Flames come telecronista ufficiale, nonché come telecronista di riserva per il national broadcast di Sportsnet.[196][239]
- I Columbus Blue Jackets hanno assunto Steve Mears come loro telecronista ufficiale, dopo il pensionamento di Jeff Rimer. In precedenza Mears era il telecronista ufficiale dei Pittsburgh Penguins, passato la scorsa stagione alle reti radiofoniche dopo sei stagioni consecutive in televisione.[240]
- Nick Nickson, telecronista ufficiale dei Los Angeles Kings, ha dichiarato il suo ritiro dall'attività di telecronista dopo il termine di questa stagione. Nickson si era legato ai Kings nella stagione 1981-1982, inizialmente come commentatore al fianco del telecronista Bob Miller, per poi diventare telecronista ufficiale radiofonico della squadra a partire dalla stagione 1990-1991. Nelle precedenti due stagioni, le telecronache di Nickson venivano trasmesse contemporaneamente in televisione e in radio, affiancato da Jim Fox e da Daryl Evans.[241]
- Il telecronista ufficiale dei New York Rangers, Sam Rosen, ha annunciato il suo pensionamento al termine di questa stagione. Rosen è stato lo storico telecronista delle partite dei Rangers a partire dalla stagione 1977-1978, per poi diventare telecronista ufficiale della squadra a partire dalla stagione 1984-1985. Rosen è stato impiegato anche dalla NHL Radio tra il 1996 e il 2008, con il ruolo di telecronista radiofonica delle Stanley Cup Finals.[242] Il 9 aprile 2024 la rete televisiva TNT ha assegnato la telecronaca della gara tra Rangers e Flyers a Rosen insieme al suo compagno di cabina storico, John Davidson.[243]
- I Pittsburgh Penguins hanno ingaggiato Joe Brand come loro nuovo telecronista radiofonico ufficiale, con lo scopo di sostituire Steve Mears. Brand era in precedenza legato ai Chicago Blackhawks come vice-telecronista radiofonico e conduttore di trasmissioni radiofoniche.[244]
- I San Jose Sharks hanno promosso Drew Remenda nel ruolo di commentatore televisivo delle partite della squadra, andando a sostituire Bret Hedican (che si è dimesso per diventare analista per il player development nei San Diego Gulls, in AHL). In precedenza Remenda era commentatore insieme a Randy Hahn tra il 2000 e il 2006 e poi dal 2007 al 2014, per poi diventare vice di Hedican a partire dal 2022. Jason Demers, Jamal Mayers e Alex Stalock si sono uniti a Scott Hannan alla squadra di commentatori alternativi, con i quattro in rotazione come commentatori tecnici nelle radiocronache al fianco di Dan Rusanowsky.[245]
- Lo Utah Hockey Club ha assunto l'ex-telecronista ufficiale degli Arizona Coyotes, Matt McConnell, a cui è stato affiancato il commentatore tecnico di ESPN Dominic Moore e il commentatore Nick Olczyk.[246]